# Sfântul Imperiu Roman
Sfântul Imperiu Roman (în latină Sacrum Romanum Imperium, în germană Heiliges Römisches Reich), numit din 1512 alternativ Sfântul Imperiu Roman de Națiune Germană (în latină Sacrum Romanum Imperium Nationis Germanicae, în germană Heiliges Römisches Reich Deutscher Nation) și Sfântul Imperiu Romano-German, a fost un imperiu multietnic ce cuprindea teritorii din Europa Centrală. S-a dezvoltat de-a lungul Evului Mediu. A inclus Germania actuală și teritorii din Italia, Boemia și Burgundia. S-a menținut până în 1806 când a fost dizolvat.
Imperiul a luat naștere în Franciei Răsăritene, regat apărut de pe urma divizării Imperiului Carolingian. În anul 962 Otto I a fost încoronat împărat și s-a proclamat succesor al lui Carol cel Mare. Unii istorici consideră că punctul de început al imperiului a fost încoronarea lui Carol cel Mare la 25 decembrie 800, pe când alții îi plasează debutul la încoronarea lui Otto I la 2 februarie 962.
Imperiul Romano-German se dorea a fi continuarea străvechiului Imperiu Roman de Apus, prestigiul împăratului fiind preluat de la cel al împăraților romani. Monarhia era electivă. Principii electori germani care îl alegeau pe împărat, erau nobili de rang înalt ai imperiului. Imperiul nu a avut centralizare și unificare, ca de exemplu Franța, fiind o monarhie descentralizată, electivă, formată din subunități, principate, ducate, comitate, comune și altele.
În mentalitatea medievală a existat ideea de continuitate între Imperiul Roman și Sfântul Imperiu Roman, prin particula „sfânt” evidențiindu-se faptul că acesta din urmă a fost unul creștin, spre deosebire de Imperiu Roman (antic), care fusese creat și dezvoltat înainte de epoca creștinismului consacrat.
Puterea împăratului era limitată, în timp ce principii, ducii și regii imperiului erau vasali și îi datorau împăratului loialitate, dar posedau privilegii pentru a-și menține suveranitatea de facto pe teritoriile lor. Împăratul Francisc al II-lea, aparținând Casei de Habsburg, a dizolvat imperiul în august 1806, după ce a fost înfrânt de Napoleon în Bătălia de la Austerlitz.

## Denumire
În alte limbi, termenul de „Sfântul Imperiu Roman” a fost cunoscut ca Sacrum Imperium Romanum în latină, Heiliges Römisches Reich în germană, Sacro Romano Impero în italiană, Svatá říše římská în cehă, Sveto rimsko cesarstvo în slovenă, Heilige Roomse Rijk în neerlandeză, Saint-Empire romain germanique în franceză. Înainte de 1157 imperiul era denumit "Imperiul Roman". Termenul de "sacrum" (sfânt) în conexiune cu Imperiul Roman medieval a fost utilizat începând din 1157 sub Frederic I Barbarossa, termenul reflectând ambițiile sale de a domină Italia și papalitatea. Forma "Sfântul Imperiu Roman" este atestată din 1254.
Prin decretul ce a urmat Dietei Imperiale din 1512 numele a fost oficial schimbat în „Sfântul Imperiu Roman de Națiune Germană” (germană: Heiliges Römisches Reich Deutscher Nation, latină: Imperium Romanum Sacrum Nationis Germanicæ), fiind utilizat pentru prima dată în 1474. Noul titlu a fost adoptat parțial din cauza pierderii teritoriilor italiene și burgunde de către Imperiu în secolul al XV-lea, dar sublinia importanța statelor germane imperiale în conducerea imperiului în timpul reformei imperiale. La sfârșitul secolului al XVIII-lea, termenul de „Sfântul Imperiu Roman de Națiune Germană” a încetat să mai fie utilizat. Voltaire scria că „era o aglomerare de țări ce se auto-denumea Sfântul Imperiu Roman, dar nu a fost nici sfânt, nici roman, nici imperiu”.

## Caracteristicile imperiului

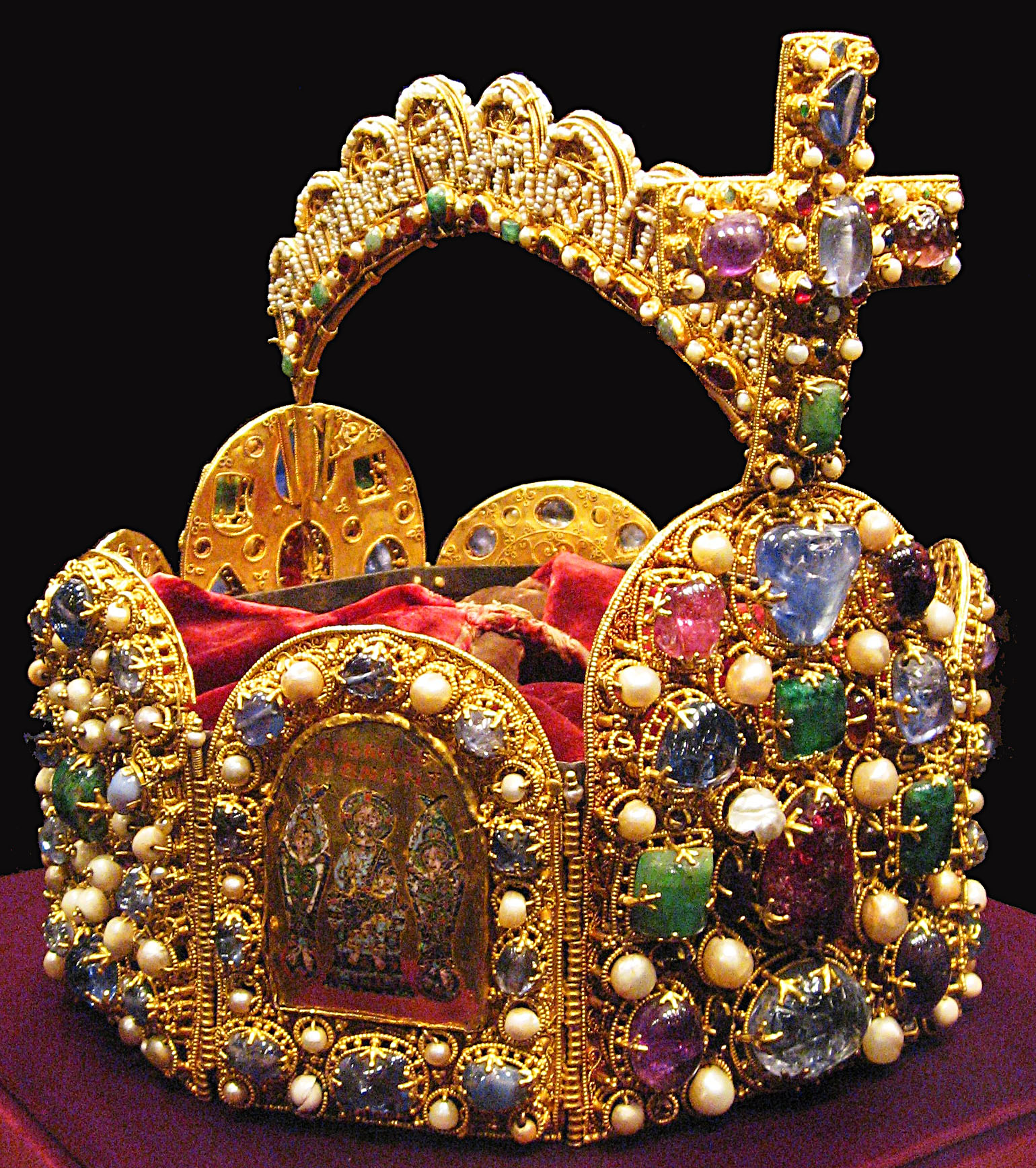
Coroana Sfântului Imperiu Roman

Sfântul Imperiu Roman nu a fost un stat național, ci un imperiu peste mai multe popoare. În ciuda faptului că majoritatea populației sale și a elitei politice erau de etnie germană, conducătorii săi, elita politică, se priveau pe ei înșiși ca cetățeni romani, continuatori ai tradiției statale a Romei antice deși, practic, nu mergeau la Roma decât pentru încoronarea lor religioasă. La zenitul său, imperiul cuprindea cea mai mare parte a teritoriului în care astăzi se află Germania, Austria, Elveția, Liechtenstein, Belgia, Luxemburg, Țările de Jos, Cehia, Slovenia, la fel ca și partea estică a Franței, o parte din Italia și părțile occidentale ale Croației și Poloniei. Începuturile sale converg către data încoronării lui Carol cel Mare (denumit și Charlemagne - 742/814) cu ocazia Crăciunului din anul 800, de către papa Leon al III-lea și a durat până la abdicarea lui Francisc al II-lea în anul 1806 în timpul războaielor napoleoniene. Limba oficială a imperiului a fost limba latină, alături de care limba germană a fost ridicată la statut de limbă oficială abia în timpul domniei lui Iosif al II-lea, împărat romano-german. Alături de latină și germană (cu toate dialectele sale), în imperiu erau utilizate și limbile franceză, italiană și cele slave.

## Dinastia ottonienilor
În 887 regele franc, Carol cel Gras a fost înlocuit de fratele său, Arnulf de Carintia, ales rege al Franciei Răsăritene, care a domnit până în 889. El și-a exercitat autoritatea imperială asupra celorlalți succesori ai familiei, inclusiv asupra regilor ce s-au instaurat la sud de Alpi. 

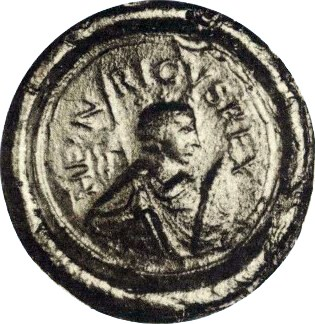
Henric I

A intervenit în Italia să preia coroana imperială în 896 atunci când Guido al III-lea de Spoleto i-a contestat supremația și s-a încoronat ca împărat. În 899 Arnulf a murit bolnav, fiind succedat de Ludovic al IV-lea, ultimul carolingian de pe tronul Franciei Răsăritene. Fiind minor, starea de nesiguranță s-a accentuat în regat, iar lipsa unui rege puternic capabil să reprime tendințele autonomiste ale ducilor locali a avut efecte negative. În locul lui Ludovic, de problemele statului se ocupa o regență formată din Leopold, margraful Bavariei și episcopul Adalberon de Augsburg și consilieri din timpul domniei lui Arnulf. Bavaria nu a mai reprezentat domeniul de baza al regelui, fiind transferată în zona Rin-Main. Între timp, maghiarii atacau și ocupau Panonia și au inițiat campanii de jaf în nordul Italiei și pe teritoriul Franciei răsăritene. În 907 maghiarii au cucerit Moravia Mare. În 908 margraful Burchard al Turingiei a fost ucis în lupta, iar în 909 însuși regele Ludovic a fost înfrânt lângă Augsburg. În 911 Ludovic moare, fiind succedat de Carol cel Simplu care s-a preocupat mai mult de recuperarea Lotharingiei decât de tronul regiunii răsăritene. Ulterior, ducele Franconiei, Conrad I, a fost ales ca rege în urma unui compromis încheiat dintre nobilii din Franconia și cei din Saxonia ce își vedeau interesele amenințate de invaziile maghiarilor, danezilor și slavilor și de rivalitățile interne și după ce ducele Saxoniei, Otto, a cedat în favoarea sa. După ce a fost uns ca rege, s-a confruntat cu o serie de probleme, împărțind puterea cu reprezentanții marilor familii, ceea ce a dus la conflicte interne. A încercat să atragă de partea sa Suabia, căsătorindu-se cu Kunigunde din familia ducală în 913. În 916 a convocat un conciliu la Hohenaltheim pentru a atrage și mobiliza episcopii locali. Însuși papa a trimis un legat la adunare pentru a interveni și a impune un decret prin care se preciza că orice opoziție împotriva regelui va fi pedepsită cu excomunicare și cu execuție. În 918, Conrad l-a desemnat pe ducele Henric al Saxoniei, aliatul său, ca succesor. După moartea sa, în 919 regele Henric I a fondat dinastia Ottoniană. Duce al Saxoniei din 912, noul rege i-a adus la ascultare pe magnații Suabiei și Bavariei care au refuzat să recunoască actul desemnării din partea lui Conrad de Franconia. Buchard, ducele Suabiei, s-a supus, în timp ce Arnulf de Bavaria s-a împotrivit , drept pentru care a fost ales ca rege de aristocrația locală. 
Henric a dus două campanii pentru a-l face să renunțe și să se supună în 921. Lotharingia, aflată sub stăpânirea regilor Franciei Occidentale, a fost readusă sub controlul francilor răsăriteni. 
În 924-926 Henric a încheiat un armistițiu cu maghiarii, iar în 932–933 i-a înfrânt. Victoria a fost doar temporară, incursiunile maghiarilor fiind la fel de devastatoare. Politica sa era specifică unei confederații în care ducatele își mențineau autonomia. A urmărit să aplice o politică de compromis și reconciliere. Și-a stabilit baza puterii în Saxonia și Turingia, adăugând regiunea din jurul cursurilor inferioare ale râurilor Rin și Meuse. A revitalizat poziția vechii capital, Aachen, și s-a afirmat ca un continuator al lui Carol cel Mare. Potrivit autorului Cronicii Saxone, Widukind de Corvey, el a lăsat în urma sa un întins imperiu. 

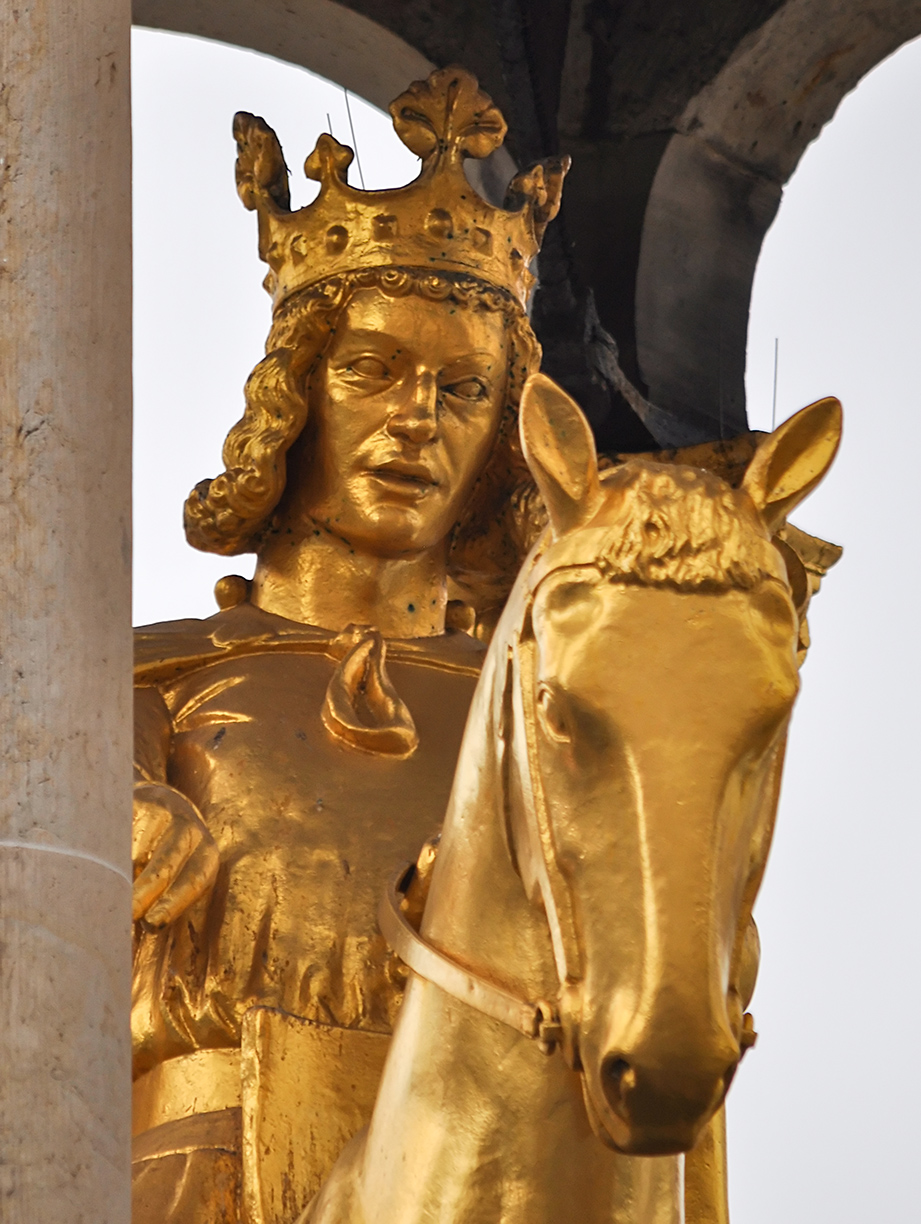
Otto cel Mare

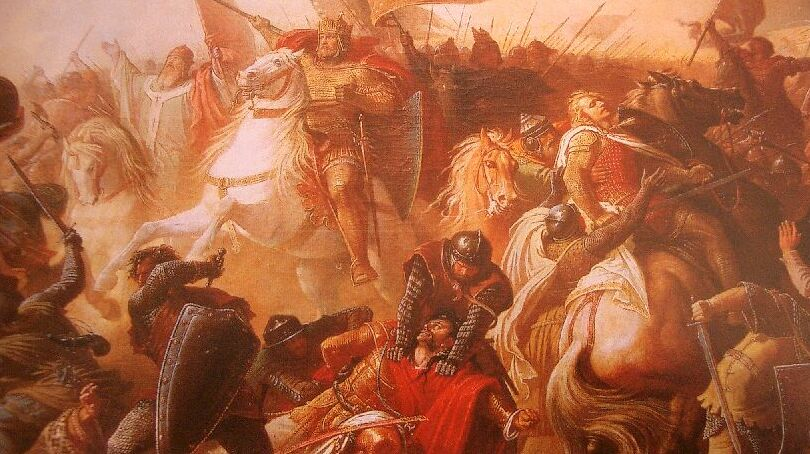
Bătălia de la Lechfeld

În 936 Henric „Păsărarul” a fost succedat de Otto I care a continuat și decis reluarea tradiției carolingiene, afirmând suveranitatea asupra factorilor locali de putere. A fost încoronat printr-o fastuoasă ceremonie la Aachen, fiind uns de arhiepiscopii de Mainz și Colonia. A dus conflicte cu marii notabili ai regatului, Eberhard de Franconia și Eberhard de Bavaria, susținuți de frații noului rege, Thankmar și Henric, aliat cu regele Franciei occidentale, Ludovic al IV-lea. Otto I a dus o politică de forță, alternând-o cu politică alianțelor matrimoniale și optând să intervină în disputele dinastice dintre Carolingieni și Robertini de la apus de Rin. Nu a reușit să-i aducă definitiv pe duci sub ascultare, continuând să se revolte. Otto a dus campanii în Italia. S-a preocupat de întărirea granițelor stăpânirii sale și de extinderea acestora, prin crearea unor mărci în teritoriile slave din răsărit și prin extinderea creștinismului printre triburile păgâne, clădind mănăstiri și înființând episcopii. A făcut donații mănăstirii de la Quedlinburg, ctitorită de mama sa, Matilda, și închinată Sfântului Petru și Fecioarei Maria. El însuși a ctitorit o mănăstire la Magdeburg, închinată sfântului Mauriciu. A creat o marca defensivă pe Elba inferioară și mijlocie și pe râul Saale în vederea unor acțiuni militare și religioase din Polonia, divizată în structuri mici: Thuringia, Zeitz, Lusatia, Meissen, marca de nord la Brandenburg și marca familiei Billung în Holstein, Mecklenburg și Pomerania. Le-a adăugat în teritoriile locuite de sorabi și hevelli unități administrative câte un burgward, formate din 5-20 de sate, grupate în jurul unei fortificații, ce erau întreținute de către populația slavă supusă. Otto a creat episcopate locale la Brandenburg, Havelberg, Meissen, Merseburg, Zeitz și Oldenburg, centrul religios al întregii regiuni fiind stabilit la Magdeburg, ridicat la rândul de arhiepiscopie. A condus o campanie împotriva cehilor, dar fără succes. Abia în 950, Boleslav I i s-a supus, acceptând să-i plătească tribut . A stabilit relații cu Rusia, trimițând preoți și misionari conduși de episcopul Adalbert, dar fără succes. 
Pe 10 august 955, Otto a obținut o mare victorie în Bătălia de la Lechfeld împotriva maghiarilor. Raidurile maghiarilor în Europa de Apus au încetat, ceea ce a dat un impuls evanghelizării populațiilor slave. Au fost dezvoltate instituțiile capela și cancelaria (a căror membri proveneau din elită bisericească, scribi, cărturari), însoțindu-l pe rege oriunde călătorea. Sistemul de guvernare funcționa prin intermediul rețelelor de familii nobiliare care concurau în fața regelui pentru onoruri și privilegii. Odată ce erau stabilite, prin favoarea regală, în teritoriile cucerite, familiile își consolidau poziția, înrudindu-se prin alianțe matrimoniale cu nobilimea locală, astfel, ottonienii își impuneau controlul asupra teritoriilor greu de stăpânit, precum Lotharingia, Bavaria și Suabia.
Călătoriile regale și itinerariile din Saxonia, Aachen, Colonia, Ingelheim sau Frankfurt aveau un rol simbolic, oferind regelui posibilitatea de a-și afirma puterea, de a judeca, de a încheia tratate de pace, de a sancționa și a răsplăti. Vizibilitatea monarhului asigura coeziunea regatului, unind „regna” sub stăpânirea sa. Regii dețineau monopolul comunicațiilor la mare distanță, asupra supușilor, conților, episcopilor și negustorilor, călătorind numai dup ace primeau delegație sau privilegii de la monarh. Principalele venituri regale proveneau din Saxonia, constând din tributuri și zeciuieli, plătite de populațiile slave supuse, din taxe pe mărfuri, plătite, chiar și de negustorii ce beneficiau de privilegii, din cens, datorat oamenilor liberi (malman) și din alte dări pe produse sau animale. A decis ca în Munții Hartz, minele de argint să fie exploatate pentru ca resursele respective să fie utilizate pentru întreținerea trupelor și fortificațiilor și pentru menținerea efortului militar constant pe frontul slav și în Italia. Biserica lua decimal și „nona”, precum și taxele pe mărfuri din orașele Mainz și Colonia, încasate de arhiepiscopii rezidați acolo. Numeroase episcopii și mănăstiri se bucurau de favoarea regală, primind dări sau cote-parte din dări, iar conții aveau dreptul la o parte din taxele datorate regelui, ca beneficium-ul pe care îl dobândeau în calitate de fideli ai regelui. Otto și-a îndreptat atenția spre apus, intrând în conflict cu Francia occidental pentru moștenirea Lotharingiei, cât dinspre sud pentru a împiedica formarea unui alianțe provensalo-lombarde. Și-a instituit supremația asupra Burgundiei și Italiei, prin formarea unor alianțe matrimoniale și prin intervenții directe. Adelaida, fiica lui Rudolf al II-lea al Burgungiei și văduva regelui Lothar al II-lea al Italiei, mort în 950, a căzut în prizonierat, fiind întemnițată de margraful Berengar al II-lea de Ivrea, un protejat al lui Otto, care s-a proclamat rege. Acesta dorea să împiedice pierderea teritoriului regal în urma unei viitoare posibile căsătorii a Adelaidei. Otto I a traversat Alpii, în 951, învingându-l pe Berengar, iar în 952 l-a obligat să-i depună omagiu. A cucerit Pavia și s-a căsătorit cu Adelaida. S-a intitulat ca rege al francilor și longobarzilor. Ceea ce pe lângă căsătoria cu o moștenitoare a Carolingienilor sugerează tradiția continuării operei acestora. 

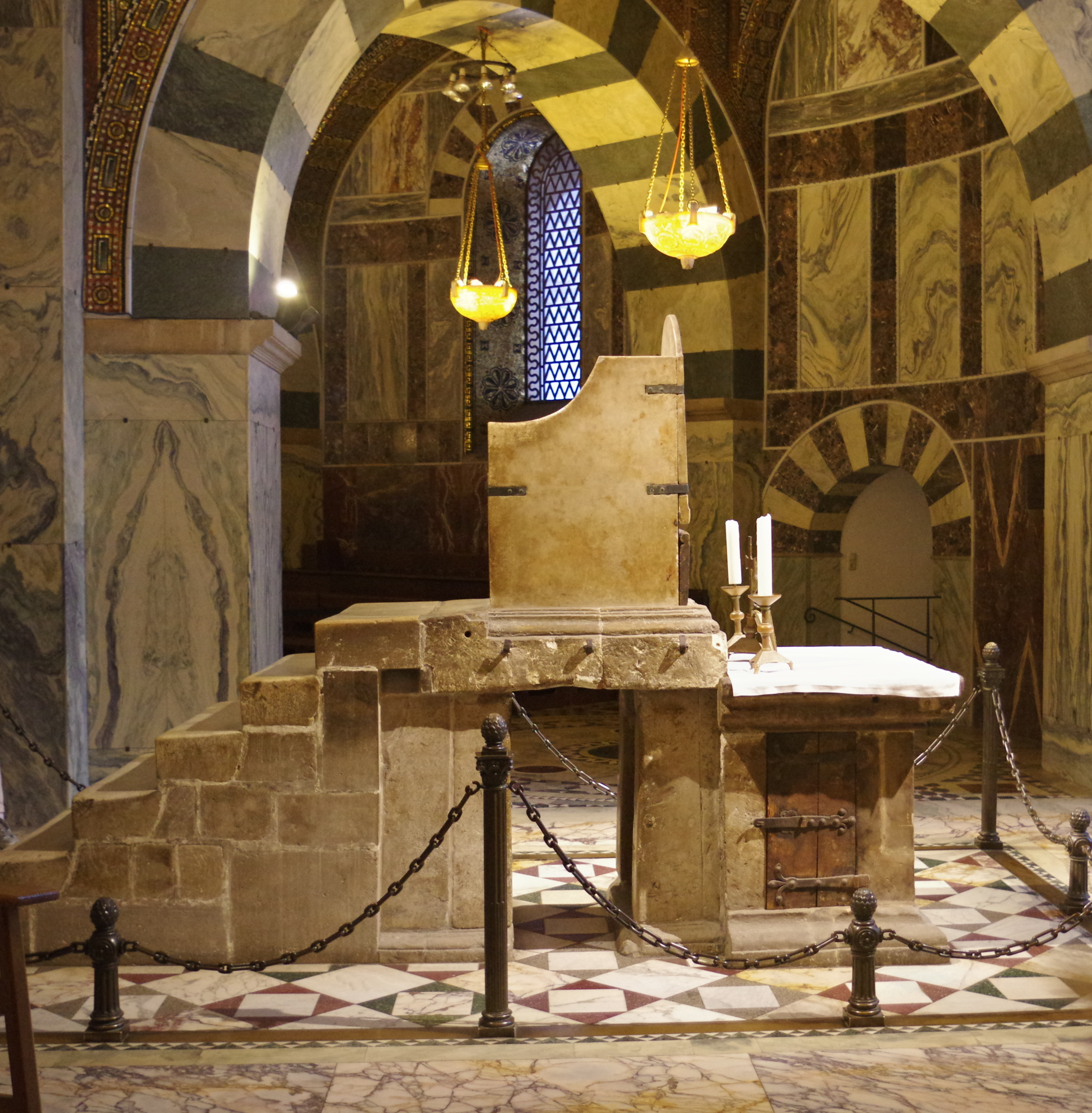
Tronul pe care au fost încoronați Carol cel Mare si Otto (Catedrala din Aachen)

În 962, ca urmare a cererii de ajutor al papei Ioan XII, al cărui posesiuni au fost invadate de Berengar de Ivrea, Otto a intervenit. Înainte de traversarea Alpilor (la sfârșitul anului 961), regele l-a numit că moștenitor pe fiul său, Otto al II-lea, asigurându-se astfel succesiunea în cazul unui eveniment imprevizibil. În expediție, Otto I l-a destituit pe Berengar, a preluat coroana, a reconfirmat autonomia regatului lombard și a continuat să înainteze spre sud, ajungând la Roma, unde a depus, la cererea papei, un jurământ prin care se angaja să-i restituie patrimoniul (Patrimonium Sancti Petri rezultat în urma faimoasei „donații pepiniene” din anul 752). 
Pe 2 februarie 962 în bazilica Vaticanului a fost miruit și încoronat ca împărat de papa Ioan al XII-lea. S-a discutat mult pe marginea modului cum ar trebui interpretat acest act. S-a considerat că cel care a luat inițiativa încoronării a fost papa, din nevoia de protecție pe care nu i-o putea asigura decât regele saxon. Alții au văzut încoronarea din 962 ca finalul unui proces de acumulări politice, care au făcut pe deplin firească adoptarea de către regele saxon a titlului de împărat. În cronica sa (Res gestae Saxonicae), cronicarul Widukind accentuează originea neromană a ideii imperiale, derivând rangul imperial din aclamarea lui Otto ca imperator în urma victoriei de la Lechfeld. A preferat formei de imperator Romanorum et Francorum pe cea mai neutră de imperator augustus, fiindu-i atribuit de cancelarie și numele de magnus. Această măsură deosebit de prudentă a fost dictată de relațiile tensionate cu Imperiul Bizantin, al cărui bazileu, Nicefor al II-lea Focas, a refuzat, ca și odinioară împărăteasa Irina și mai apoi Mihail I, să recunoască noua realitate politică izvorâtă de actul din 2 februarie 962. Abia în 969, noul împărat bizantin, Ioan Tzimiskes a acceptat să-i cedeze lui Otto tutela asupra principatelor de Capua și Benevent, în schimbul menținerii Calabriei și Apuliei. Prin căsătoria moștenitorului tronului, Otto al II-lea, cu prințesa bizantină Theophanu, se întărea înțelegerea, care nu a devenit niciodată deplină datorită rivalității dintre cele două imperii.

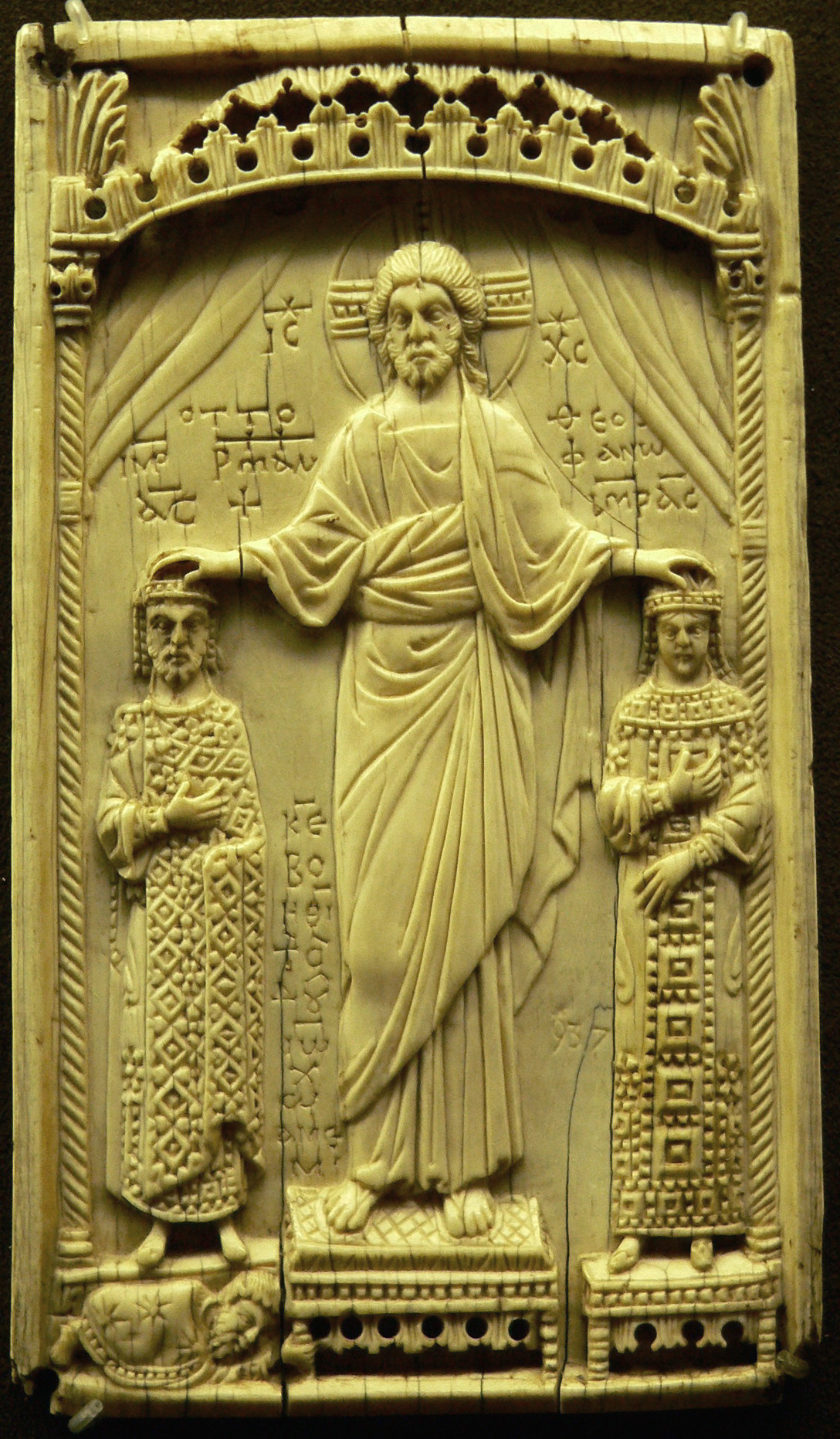
Încoronarea lui Otto al II-lea și Theofanu

La 7 mai 973 Otto I a murit, reactivând opoziția nobilimii din Bavaria și Lotharingia, care a refuzat să recunoască înscăunarea lui Otto al II-lea al Sfântului Imperiu Roman, asociat de tatăl său, în 961 în cadrul ceremoniei de încoronare desfășurată la Aachen, consfințită de o a doua, la Roma, în 967. Situația s-a complicat prin intervenția regelui Franciei Apusene, Lothar, care profită de dificultățile lui Otto, invadând Lotharingia și ocupând Aachen în 978. Ulterior, regele a reușit să-și impună autoritatea, îndreptându-și atenția spre Italia. A renunțat la politica precaută a tatălui sau, asumându-și titlul de „împărat al romanilor”, încercând să-și extindă influență spre teritoriile bizantine din sud. 
Pe 13 august 982 a fost învins la Calabria de sarazini. S-a repliat spre nord, convocând o dietă la Verona în mai 983 pentru a lua măsuri în privința Bavariei și Suabiei. A impus alegerea ca rege a fiului său, Otto al III-lea, adoptând dispozițiile în vederea încoronării și ungerii sale la Aachen, de către arhiepiscopii de Mainz și Ravenna (detaliu ce sugerează voința lui Otto al II-lea de a sublinia unirea celor două regate de la nord și sud de Alpi). Pe 25 decembrie s-a desfășurat ceremonia la care Otto al II-lea nu a mai apucat să participe datorită unei crize fulgerătoare ce i-a pus capăt vieții. În vara anului 983 o coaliție a populațiilor slave de pe Elba s-a ridicat împotriva stăpânirii germane, distrugând organizarea administrativă bisericească instituită de Otto I. Atacul slavilor a putut fi oprit abia la nord de Elba. 

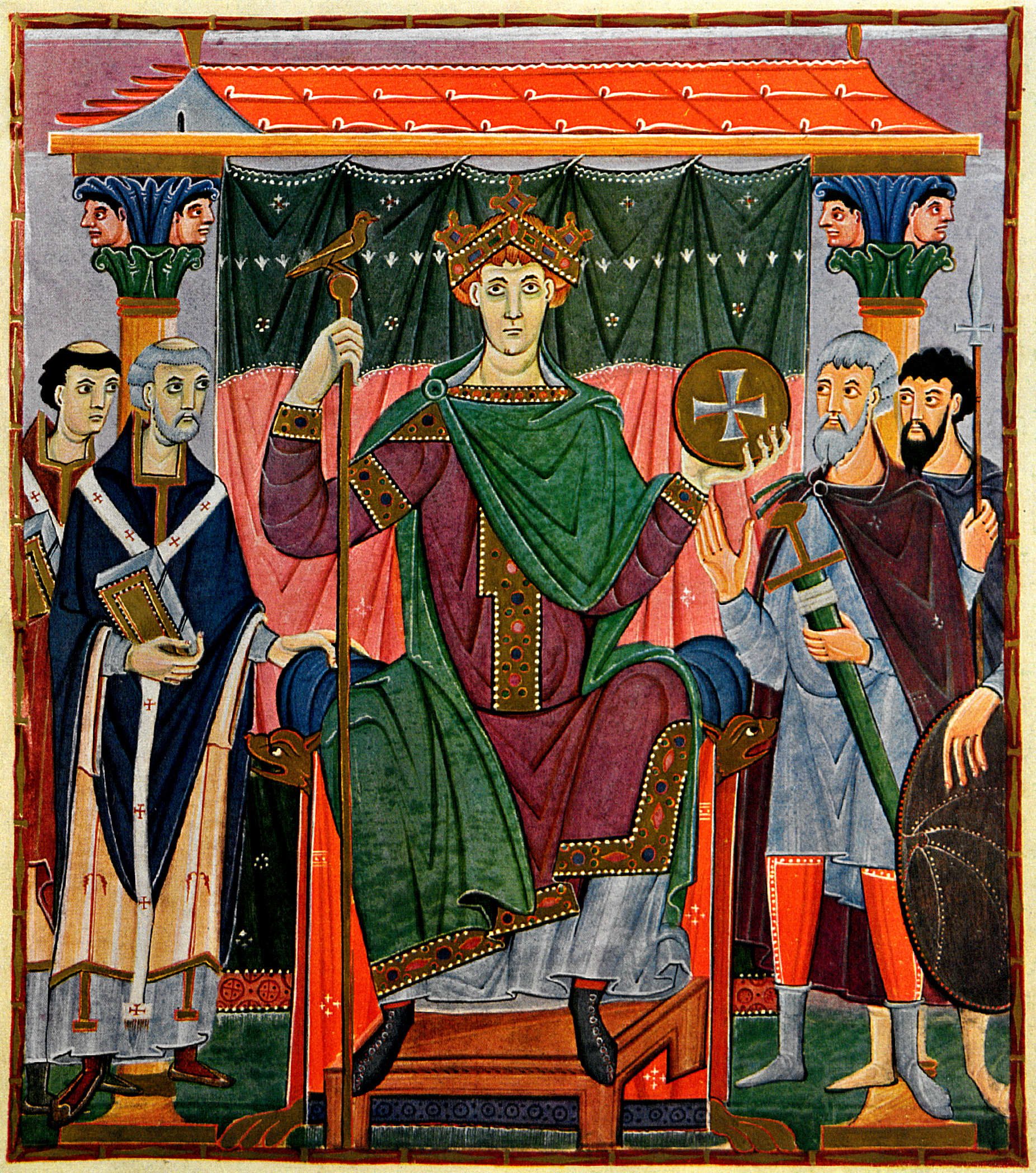
Otto al III-lea

Împăratul Otto al III-lea a moștenit de la tatăl său un regat puternic. Grație energicei sale mame, Theophanu, și sprijinului acordat de doi importanți ecleziaziaști, arhiepiscopul de Mainz și episcopul de Worms, care au numit-o pe mama sa regentă, Otto al III-lea și-a putut salva tronul. Însăși Theophanu a acționat ca un împărat, emițând acte sub titlul de Theophano imperatrix augusta sau Theophanius imperator augustus, acordând privilegii și numind episcopi. În alianță cu cneazul Poloniei, Mieszko, a inițiat campanii împotriva slavilor, la unele participând personal. L-a sprijinit pe Hugo Capet în Francia apuseană la ocuparea tronului în 987 în schimbul renunțării revendicării Lotharingiei. După moartea Theophanei în 991, Adelaida, bunica lui Otto, a devenit regentă. Abia în 994 Otto al III-lea a preluat efectiv puterea, fiind considerat major la vârsta de 14 ani. 
Cea mai însemnată înfăptuire a domniei sale a fost neîndoielnic deosebita strălucire pe care a reușit să o confere ideii de imperiu creștin, a cărui anvergură mistică a cuprins-poate pentru prima și ultima dată în istorie aproape întreaga lume occidentală. În 996 a traversat Alpii pentru a reprima o revoltă a nobilimii romane împotriva papei Ioan al XV-lea. În urma morții subite a papei, Otto al III-lea l-a înscăunat pe Bruno, ruda sa, sub numele de Grigore al V-lea. Acesta l-a încoronat ca împărat pe Otto la 21 mai 996.S-a confruntat cu opoziția puternică a nobilimii locale condusă de familia Crescenzi ce urmărea să controleze papalitatea. După moartea lui Grigore al V-lea, Otto a trebuit să-l numească pe fostul său magistru, Gerbert d’Aurillac, sub numele de Silvestru al II-lea.
În 997 Otto și-a stabilit reședința pe colina Palatin, în calitate de imperator augustus Romanorum. După negocieri purtate la Roma cu trimișii cneazului Boleslav, în anul 1000 s-a decis înființarea unei arhiepiscopii a întregii Polonii, la Gniezno, unde Otto a făcut un pelerinaj la mormântul lui Adalbert, episcopul de Praga. A vizitat vechea reședință imperială de la Aachen, unde a deschis și a refăcut mormântul lui Carol cel Mare, unde urma să fie înmormântat el însuși. Actele sale de pietate au pus accentul asupra ascendenței imperiale și asupra puterii sale universale. În urma revoltelor nobilimii romane, tânărul monarh a mers s-a grăbit la Roma de unde s-a retras împreună cu papa  la Ravenna.
În 1001 cei doi au decis într-un conciliu, înființarea arhiepiscopiei de Esztergom (Gran) în Pannonia pentru a extinde influență bisericii. Vaik, ducele maghiar, s-a creștinat sub numele de Ștefan, primind coroana regală, Ungaria devenind astfel stat apostolic, iar regii maghiari fiind investiți cu misiunea de a apăra și extinde creștinătatea spre est. În ianuarie 1002 împăratul a murit. 

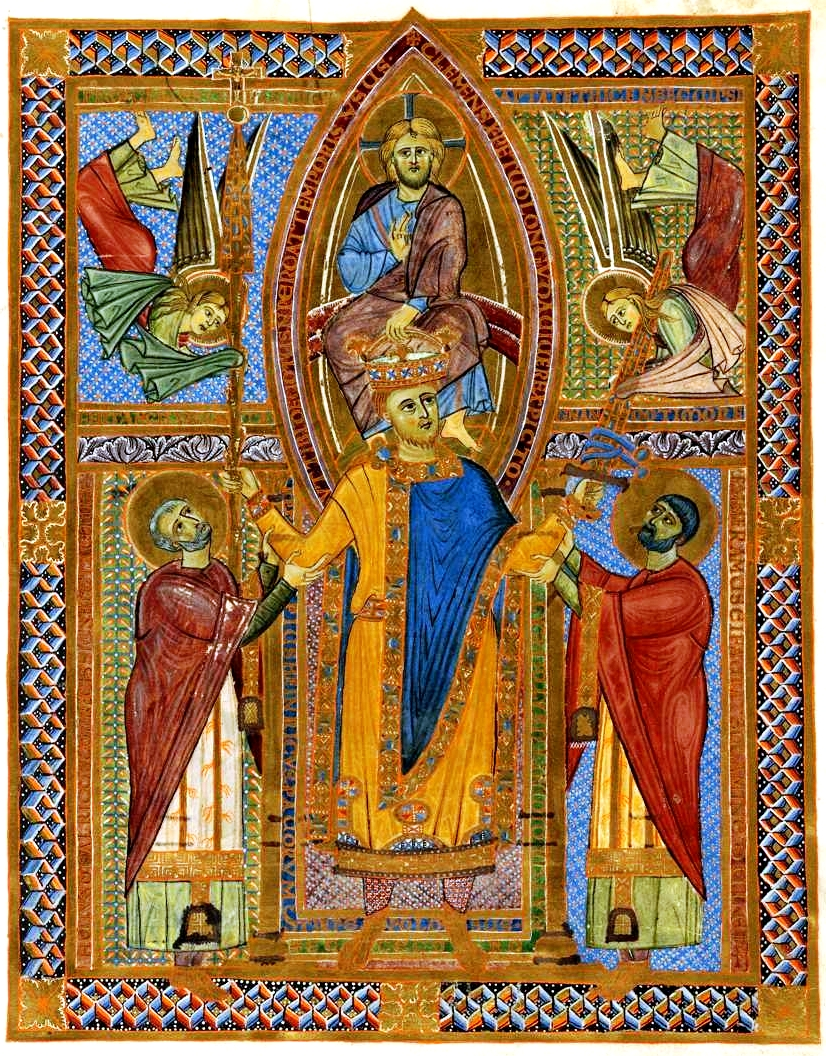
Henric al II-lea

Henric al II-lea al Sfântului Imperiu Roman a fost încoronat de papa Benedict al VIII-lea la 14 februarie 1014 după ce adoptase în 1007 titlul de rex Romanorum. În 1020 revine în Italia pentru o a treia campanie împotriva bizantinilor din sudul peninsulei. Cea mai importantă acțiune a sa ca împărat a fost în domeniul ecleziastic prin reformarea relațiilor dintre biserică și stat și a administrației ecleziastice din imperiu. A susținut episcopii în fața călugărilor, ajutându-i să–și impună controlul asupra unor teritorii vaste. Pentru a evita problemele de moștenire, a susținut puternic celibatul, ceea ce a făcut ca episcopii să fie loiali împăratului de la care primeau puterea. În 1007 a fondat Dieceza de Bamberg, un important centru de educație și artă. A murit în 1024 fără urmași, probabil datorită unui jurământ de castitate făcut împreună cu soția sa Cunigunda de Luxemburg. A fost ultimul membru al Dinastiei Ottoniene fiind urmat de Conrad al II-lea din Dinastia Saliană, numită așa din secolul al XII-lea.

## Dinastia Salienilor

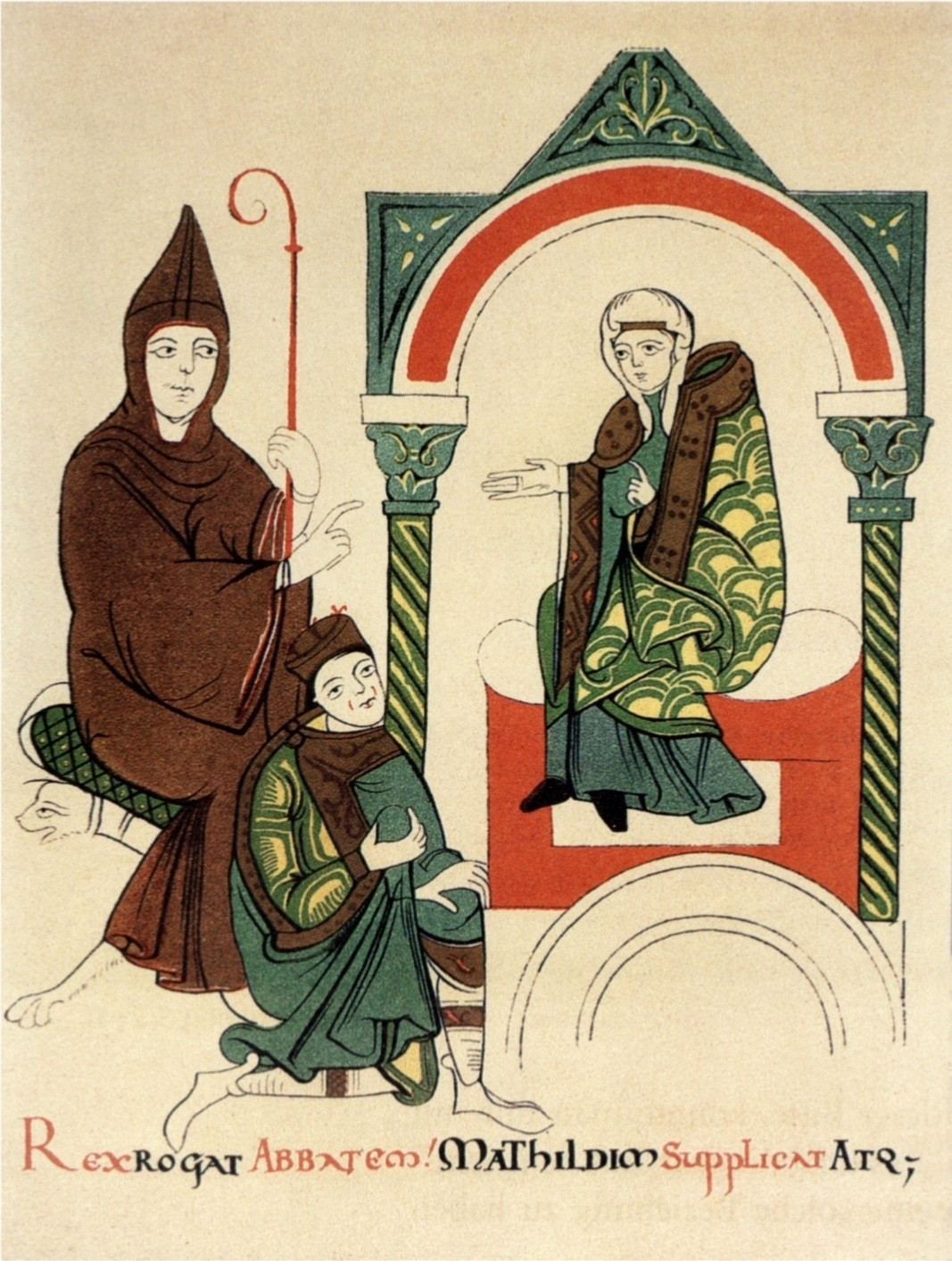
Drumul penitenței de la Canossa

Conrad al II-lea al Sfântului Imperiu Roman, primul din dinastia Salienilor, originală din Franconia, a fost ales de către nobilime ca rege al germanilor și a fost încoronat tot la Roma în 1027, luând titlul de Chuonradus Dei gratia Romanorum augustus. Un contract ereditar încheiat în timpul Ottonienilor a facilitat anexarea regatului Burgundiei de către germani sub Conrad al II-lea în anul 1033.
Deși regele controla trecătorile din Alpi, orașele burgunde deveneau independente. Pentru a reduce influența prinților, regele a acordat privilegii orașelor lombarde, dar și acestea au contestat autoritatea regală. Au apărut conflictele dintre episcopii mitropolitani și înalții nobili, și nobilii mai puțini înstăriți. 

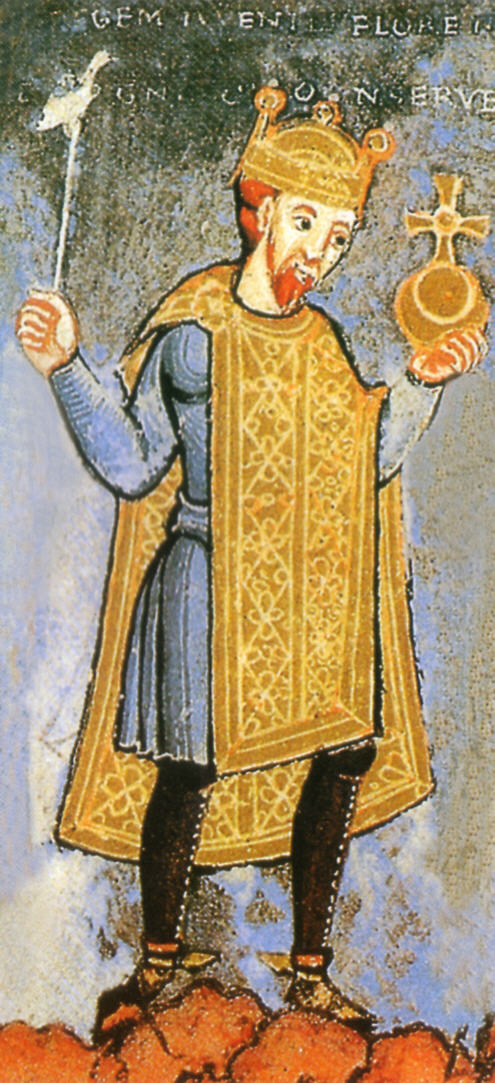
Henric al III-lea

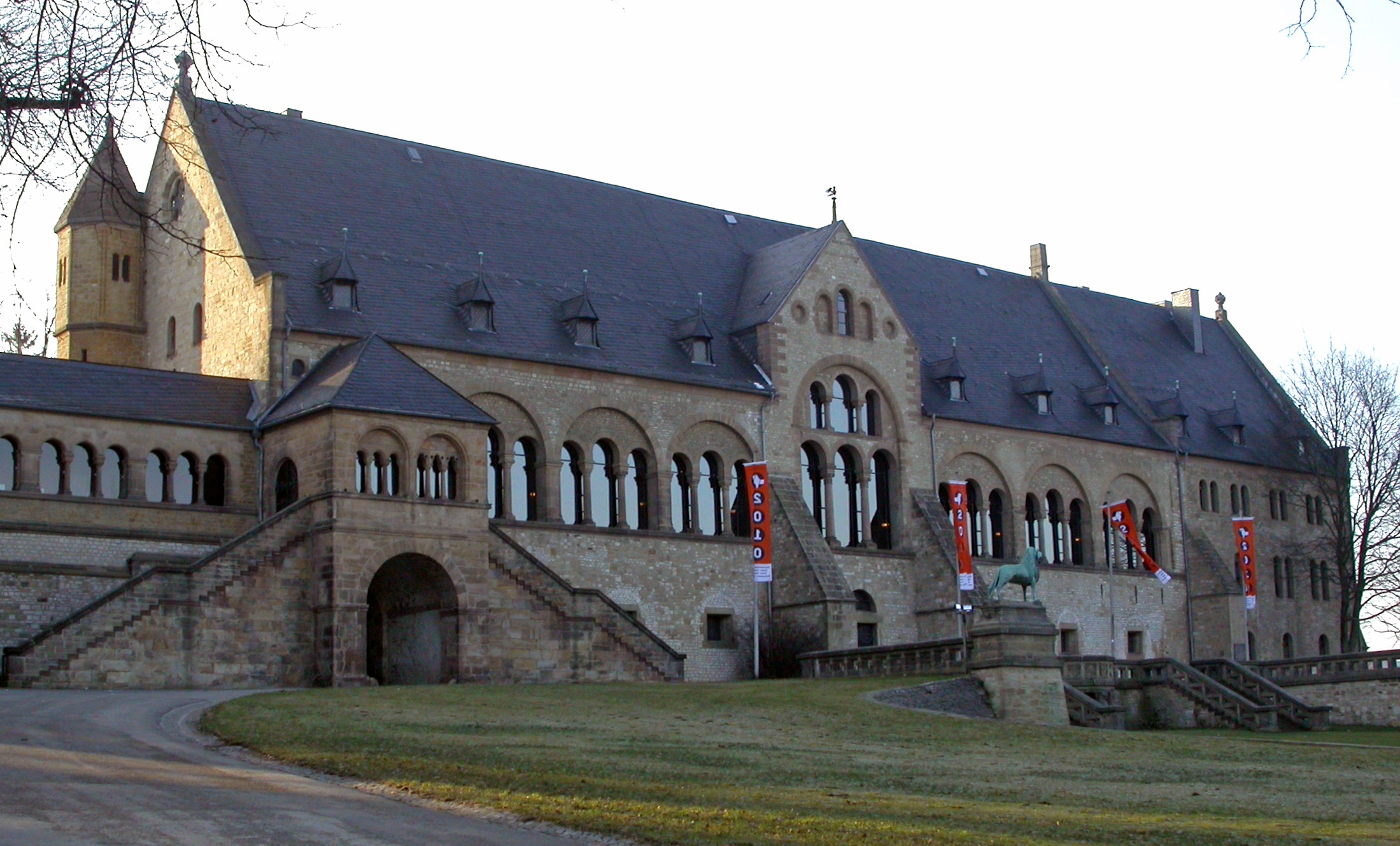
Palatul Imperial Goslar

Împăratul Henric al III-lea, fiul lui Conrad, devenit rege în 1039, a intervenit mai direct în administrarea Bisericii. A crezut că va dobândi controlul asupra papalității susținând mișcarea de reforma inițiată la Cluny. Reforma de la Cluny a urmărit să purifice Biserica de influențele lumești. A fost inițiată în mănăstirea franceză benedictină fondată în anul 910 la Cluny și a luat amploare grație abaților de acolo, pioși și cu o voința de fier. Accentul se punea pe celibatul clericilor și pe lupta împotriva simoniei (obținerea funcțiilor bisericești și a bunuri spirituale. Papa Grigore VII a imprimat însă mișcării și o direcție politică - noua superioritate morală trebuia să îi caracterizeze și pe conducătorii laici. După aceasta, în Imperiul German, papii au pretins controlul asupra monarhilor și s-au opus numirii clericilor de către rege.
Henric al III-lea a sprijinit reformatorii în lupta lot împotriva căsătoriilor membrilor clerului și a simoniei. A reușit, în ciudă opoziției puternicilor aristocrați romani, să impună alegerea mai multor papi care favorizau reforma, cum au fost Papa Clement al II-lea și Papa Leon al IX-lea. Aceste victorii au dăunat însă Sfântului Imperiu pe termen lung, întrucât, odată cu încrederea câștigată, Biserica a dobândit și puterea care a transformat-o într-un rival al monarhului alături de prinți. 
Domnia lui Henric al IV-lea al Sfântului Imperiu Roman, fiul lui Henric al III-lea, a scos la lumina noile probleme. Monarhii germani deveneau tot mai dependenți de ministeriali, care crescuseră în influență din secolul al XI-lea. Ministerialii au fost inițial funcționari în administrație și armată care au primit fiefuri, dar fără dreptul de a le transmite prin ereditate. Fiind strâns legați de seniorii lor, ei erau fideli și li s-au încredințat posturi la curte, fiind însărcinați chiar cu administrarea proprietății regale la nivelul întregului stat. 
Când Henric al IV-lea, fiul lui Henric III, a ajuns la putere în 1056, a cerut sprijin de la ministeriali și de la orașele importante . În orașe apăruse o clasă mijlocie încrezătoare în ea însăși. Capitalul ei submina controlul absolut al nobilimii în zonele rurale. Papii reformatori pe care tatăl său îi sprijinise au devenit opozanți ai lui Henric IV.
Papa Grigore al VII-lea pretindea ca papalitatea să dețină controlul total asupra domeniilor de interes ale Bisericii, mai ales în privința investiturii-dreptul de a numi clerici în funcții.
Ruptura produsă de „Lupta pentru învestitură” dintre papa Grigore al VII-lea și Henric al IV-lea a fost provocată de chestiunea numirilor ecleziastice și de promulgarea în 1075 a sentințelor reunite sub numele de "Dictatus papae". Pierderea învestiturii putea fi enormă și de aceea, împăratul a fost împins să inițieze conflictul. Numărul episcopatelor de la est de Rin era mult mai mare în comparație cu celelalte regate vestice. Henric IV intenționa să readucă sub control papalitatea care a profitat de pe urmă tulburărilor din 1054 și de pe urmă morții lui Henric al III-lea. Papa a condamnat oricare învestitură laică în februarie 1075, fiind promulgat Dictatus care afirmă supremația pontifului și Bisericii romane, ceea ce a acutizat conflictul dintre Grigore al VII-lea și Henric al IV-lea în 1076, pretextul fiind situația confuză a episcopatului de Milano, pentru ocuparea căruia atât papa, cât și împăratul aveau candidați proprii. Refuzând să accepte alegerea făcută de Papa, Henric a reunit în Conciliul de la Worms în ianuarie 1076, o adunare a episcopilor, care nerecunoscându-i legitimitatea, a cerut papei să abdice. 
Regele a convocat din nou o întrunire, la Piacenza, episcopii italieni luând decizii similar. La inițiativa regelui, papa a ripostat pronunțând excomunicarea urmată de destituirea lui Henric și de dezlegarea supușilor acestuia de jurământul de fidelitate. Principii laici au început să se agite, iar episcopatul, care trecuse de partea regelui, a înclinat spre papalitate, raliindu-se deciziei de destituire. Într-o adunare ținută la Tribur, prinții au cerut abdicarea lui Henric al IV-lea, dacă excomunicarea nu era ridicată. 
Izolat de toți cei care l-au sprijinit, eșuând în încercarea de a convoca concilii la Mainz și Worms, pentru a contracara decizia pontifical, Henric a trebuit să se supună. A inițiat un act de penitență la Canossa, în ianuarie 1077. Papa l-a umilit pe rege să facă penitență să aștepte desculț în zăpada, în gerul de ianuarie, trei zile și trei nopți înainte de a-l primi și a-l ierta. Henric a fost iertat și și-a recâștigat dreptul de a conduce. A fost nevoit să se lupte cu prinții rebeli care îl aleseseră că rege pe Rudolf de Suabia. S-a reîntors în Germania și după victoria asupra adversarilor săi în 1080, conflictul cu papalitatea a fost reluat. La Brixen a fost reunite o adunare. În 1081, forțele lui Henric au traversat Alpii. După câteva încercări nereușite, în 1084, Roma a fost cucerită, fiind instalat un nou papa la tron. Grigore al VII-lea, refugiat în regiunea normandă din sud, a murit la Salerno în 1085. În 1088, Odo de Chatillon a fost ales ca papa Urban al II-lea, cel care a inițiat Prima cruciadă.
Conflictul a grăbit destrămarea sistemului feudal al imperiului și a anihilat suveranitatea regilor romano-germani. Nobilii au profa de dispută dintre împărat și papă pentru a-și însuși averile abandonate de episcopi. 
Papa Urban II a reafirmat interdicția învestiturii de către laici la Conciliul de la Clermont în 1095, așa că până și fii lui Henric s-au întors împotriva lui. 

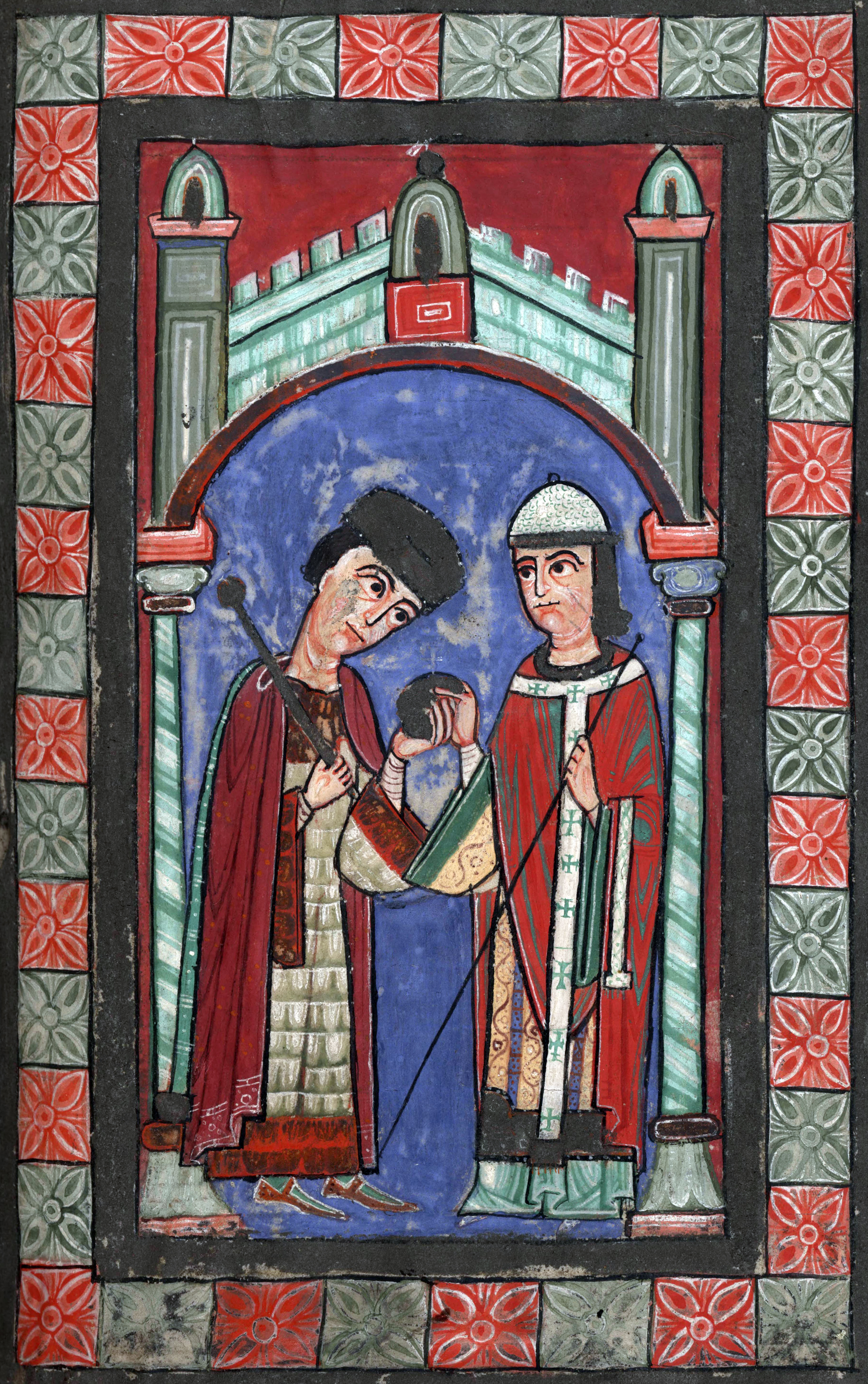
Henric al V-lea

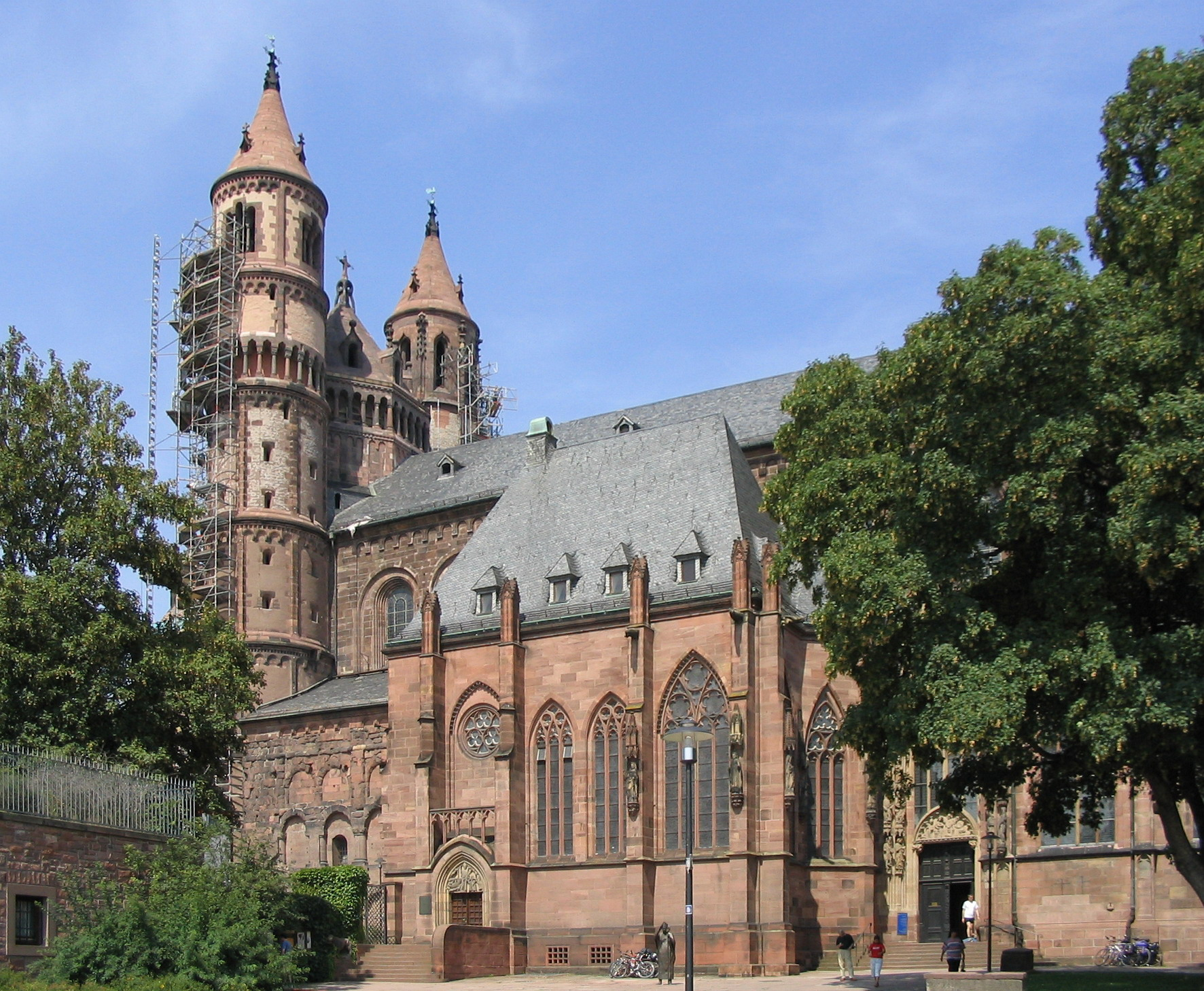
Catedrala din Worms

Cel mai mare, Conrad al II-lea de Italia, profitând de revolta orașelor longobarde, l-a înlăturat de la putere pe regele Henric după anul 1090.
Henric, al doilea fiu, care fusese numit succesor la tron, l-a silit pe tatăl sau să abdice în anul 1105 sub presiunea unei insurecții a prinților, devenind Henric al V-lea al Sfântului Imperiu Roman. Henric al IV-lea a murit în anul următor. Au urmat noi revolte și Henric V a încheiat cu prinții un acord în Dieta Sfântului Imperiul Roman la Würzburg în 1121. Concordatul de la Worms din 1122 a pus în sfârșit capăt controversei investiturii, ce includea doua acte separate, promulgate de Henric al V-lea si Calixt al II-lea. Biserica urma să numească episcopii și pe egumenii mânăstirilor. Iar regele avea să acorde autoritate laică. Biserica nu mai putea fi utilizată ca un instrument al puterii în imperiu.   

## Hohenstaufen
În secolele XII-XIII, situația imperiului era precară în urma succeselor purtate de papalitate și în urmă instituirii teocrației papale. Situația era marcată și de tulburările din Sfântul Imperiu German, provocate de disputele succesorale, de autoritatea regală șubredă, conflicte cauzate de  principii teritoriale, laice și ecleziastice în disputa  pentru coroana regală a Salienilor. Luptele izbucnite după moartea lui Henric al III-lea în 1054 au sfâșiat imperiul timp de un deceniu, până când Henric al IV-lea a fost declarat major în 1065. 
Henric al V-lea, ultimul rege din dinastia Saliană, a murit în 1125, iar ducele saxon Lothar de Supplinburg a fost ales ca succesor. Împăratul Lothar al II-lea s-a aliat cu familia Welf, care stăpânea Ducatul de Bavaria, pentru a-l confrunta pe rivalul său, Ducele Conrad al II-lea de Suabia din familia Hohenstaufen. Lothar a aranjat căsătoria dintre fiica sa Gertrude și Henric cel Mândru, fiul ducelui Welf. Henric a moștenit proprietățile familiei sale, cât și pe cele ale lui Lothar, unificând Saxonia și Bavaria. Prinții familiei Welf devin cei mai puternici din imperiu. 

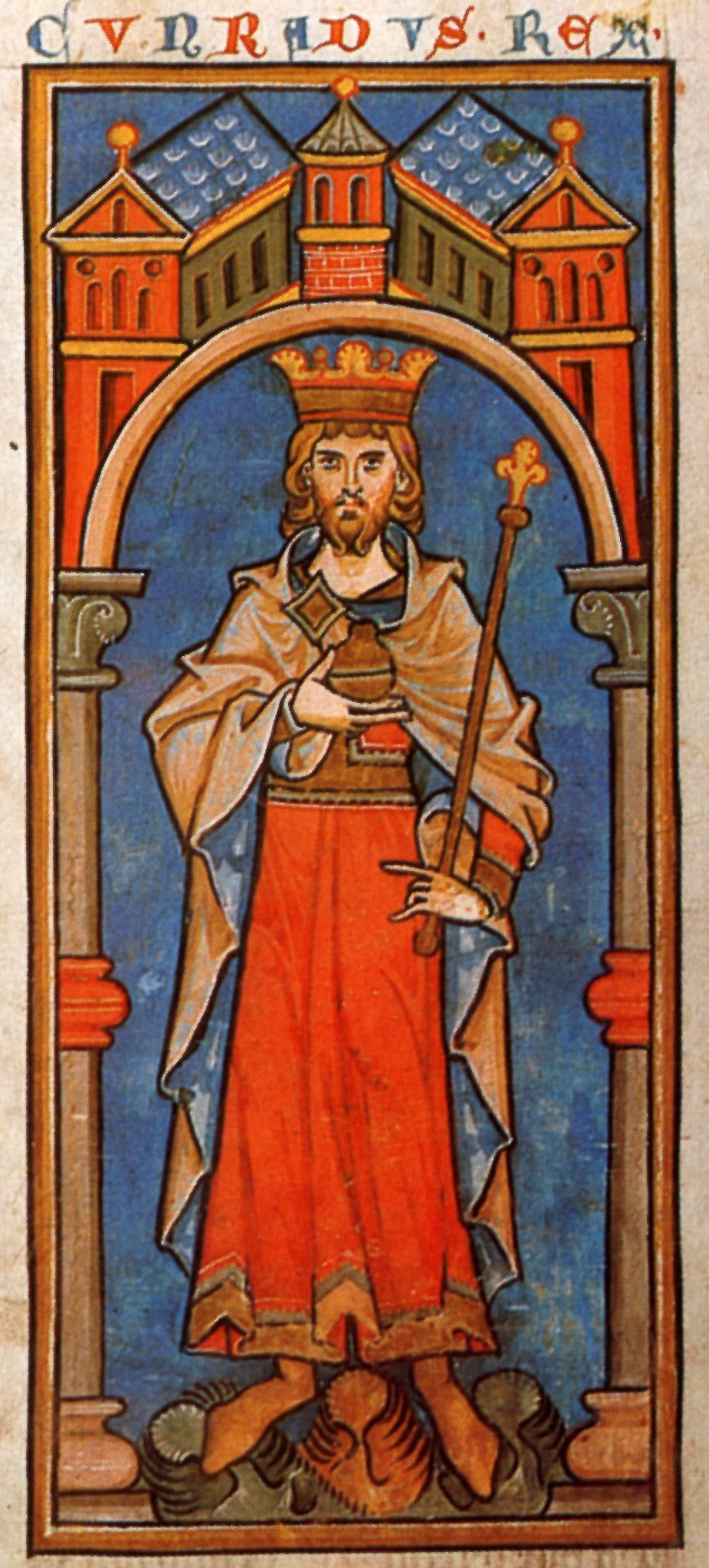
Conrad al III-lea

Prinții l-au ales în 1138 pe Conrad drept succesor al lui Lothar. Conrad al III-lea l-a înlăturat pe Henric de la putere și a încredințat ducatul acestuia unor principi loiali. Conflictul dintre familia Welf și familia Hohenstaufen a adus dezbinare în imperiu pe parcursul întregului secol următor. Saxonia a fost cedată lui Albrecht Ursul din Casa de Ascania, iar Bavaria lui Henric Leul, fiul lui Henric cel Mândru, care a devenit și ginerele puternicului rege englez Henric al II- lea, a recuperat însă Saxonia patru ani mai târziu.  

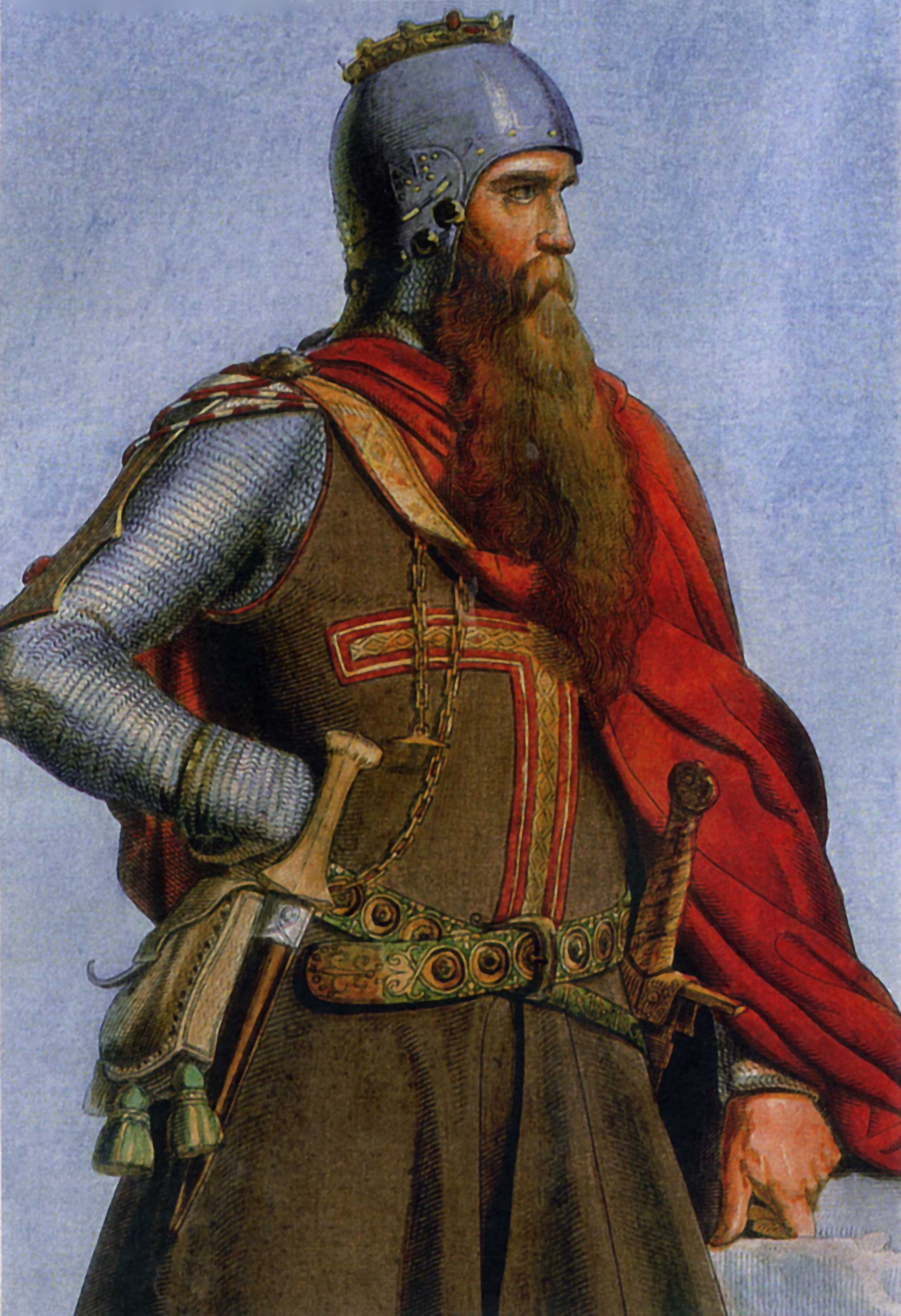
Frederic I Barbarossa

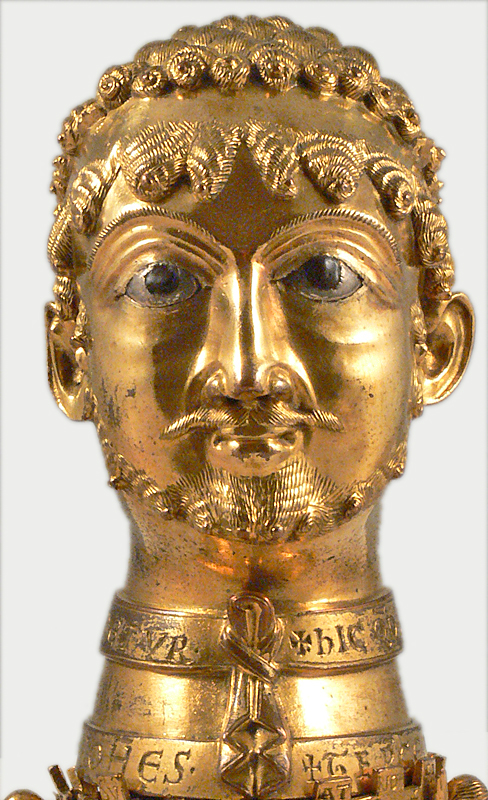
Frederic I Barbarossa

Din dorința de a readuce pacea, Frederic I al Sfântului Imperiu Roman, nepotul și succesorul lui Conrad, i-a repus în drepturi în Bavaria pe membrii familiei Welf în 1156, acordându-i lui Henric Jasomirgott ca despăgubire și titlul de Duce al Austriei.

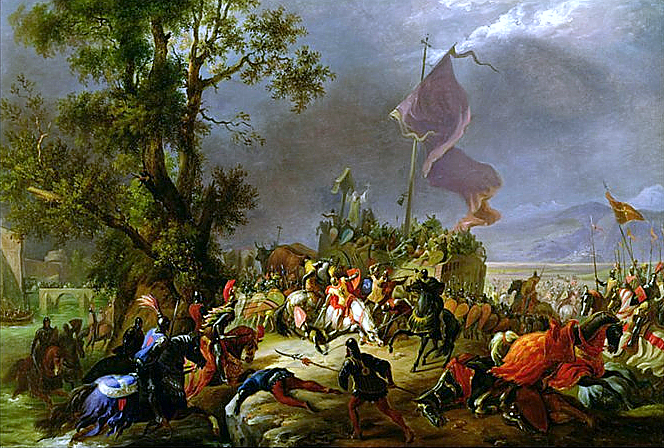
Batalia de la Legnano

Ruptura a devenit inevitabilă în 1155, Frederic fiind determinat să întreprindă campanii militare pentru a-și restaura stăpânirea. A fost înfrânt în Bătălia de la Legnano în 1176 de Liga orașelor lombarde condusă de Milano, împăratul fiind obligat în 1177 prin Pacea încheiată de la Veneția, să renunțe la guvernarea nordului Italiei și la sprijinirea candidatului pontifical. Frederic a încheiat pace și s-a retras temporar din disputele cu orașele italiene, papalitatea și Sicilia. În timpul luptelor din Italia, Henric Leul, aflat la curtea Casei Welf, și-a încălcat jurământul de vasal, refuzând să îi acorde sprijin regelui. Dar imperiul continuă să sufere din cauza principiului de succesiune deficitar, iar ereditatea și elecțiunea nu se puteau armoniza. Alegerea împăratului trebuia să fie unanimă. Negocierile preliminare dintre principii electori erau lungi și laborioase, fiind realizate sistematic compromisuri și aducând prejudicii pentru cel ales, ceea ce îl împiedica să promoveze o politică energică, de consolidare a instituției regale. Când unanimitatea era imposibilă, izbucnea un război civil. De aceea, unii împărați încercau să remedieze această problemă numind un urmaș la tron încă din timpul vieții. Dar ereditatea nu putea fi acceptată din cauza tradiției ce privilegia sistemul electiv, iar papa Inocențiu al III-lea însuși era sprijinit de principii germani. Demnitatea regală nu o implica pe cea imperială. Se adăuga și tradiția raporturilor dintre principi și regalitate în teritoriile de la est de Rin, caracterizată printr-un exercițiu riguros al puterii și prin cooperare. Spre deosebire de Franța și Anglia, monarhii germani doar conduceau, nu guvernau. Disensiunile din teritoriile germane nu se datorau doar rațiunilor de ordin personal și conjunctural, ci se repetau conform unui model care a opus nordul regatului regiunii sale sudice, ceea ce oglindește și un conflict de interese la nivel economic. Limitele teritoriale erau imprecise decurgând dintr-o fragmentare extremă și din absența unui nucleu centripet, capabil să genereze organe centralizatoare de guvernare ca în Franța sau Anglia. Datorită diversității și individualității pronunțate a structurilor teritoriale, apariția unui nucleu era imposibilă sau procesul de materializare necesită mult timp în condiții favorabile. Precaritatea bazei materiale a regalității germane constituia un obstacol în calea tentativelor acesteia de a-și face respectate interesele. Inițial, aceste eforturi făcute în spațiul aflat la nord de Alpi în timpul lui Frederic I care încerca să disocieze demnitatea imperială de sancțiunea pontificală, legând-o în schimb de alegerea principilor germani. În 1152 el și-a însușit titlul de împărat, cu trei ani înainte de a fi încoronat la 18 iunie 1155. El a fost destituit, judecat și deposedat de ducatele sale. Familia Welf a putut păstra doar posesiunile sale private. Bavaria  a fost cedată Casei de Wittelsbach, iar Saxonia, mult mai mică, a fost încredințată Ascanienilor. Numeroase teritorii care aparținuseră Bavariei ori Saxoniei au intrat sub controlul direct al împăratului. Vechile ducate tribale au fost astfel desființate definitiv și au fost create condițiile propice apariției statelor mici. Henric s-a autoexilat la rudele sale din Anglia. În 1189, Frederic a cedat tronul fiului său cel mai mare, Henric și a preluat conducerea celei de-a treia cruciade. După ce a obținut însă două victorii semnificative, s-a înecat în râul Salef din Asia Mică în 1190. 

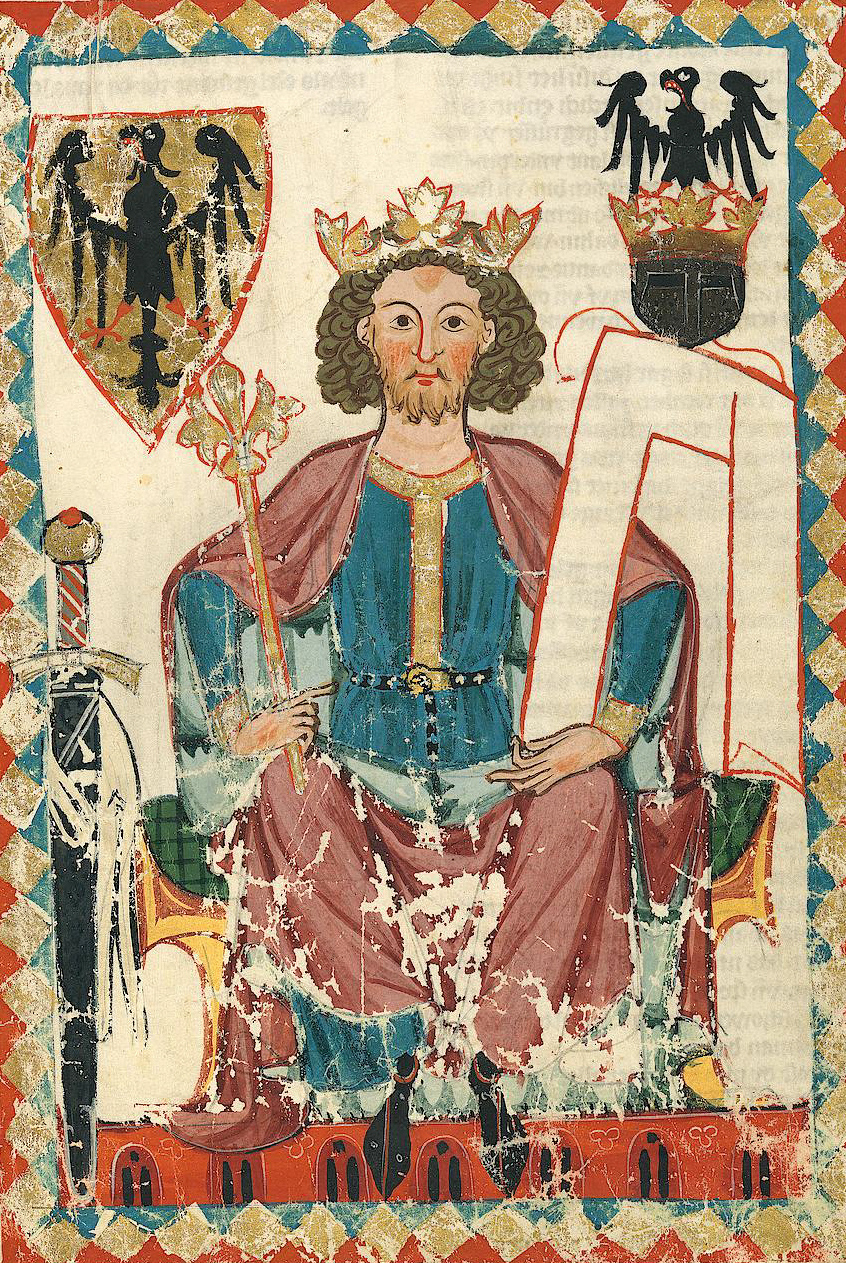
Henric al VI-lea

După anexarea Siciliei în 1189 la coroana imperială, prin căsătoria lui Henric al VI-lea cu Constance, moștenitoarea ultimului rege normand, reconversiunea teritorială a imperiului și-a mutat centrul de greutate în regiunea mediteraneeană, schimbare care a slăbit pozițiile papalității, confruntată cu primejdia încercuirii după ce pierduse un aliat prețios. Măsurile lui Henric al VI-lea în politică de reafirmare a universalității imperiului prin consolidarea bazei ereditare a monarhiei, aducerea sub vasalitate a lui Richard I Inima de Leu al Angliei și a regelui Poloniei, precum și tratativele nereușite duse cu regii Castiliei și Aragonului, dar încununate de succes cu sarazinii din nordul Africii și Baleare, și cu unele regate latine din Orient, proiectul de recucerire a Pământului Sfânt și căsătoria unuia dintre frații săi cu o prințesă bizantină, după cruciadă din 1195 împotriva Imperiului Bizantin au accentuat îngrijorarea papei. Dar moartea prematură a împăratului și dificultățile succesiunii sale au redat întâietatea pierdută papalității, îngăduindu-i papei Inocențiu al III-lea să desăvârșească prin inițiativele sale concepția teocratică. Fiul său minor, Frederic, a primit doar tronul Siciliei, deoarece în imperiu a reizbucnit dispută dintre familiile Hohenstaufen și Welf. În 1198 au fost aleși doi rivali: Filip Hohenstaufen de Suabia, fratele lui Henric al VI-lea și Otto Welf  al IV-lea, fiul lui Henric Leul. Apogeul crizei a fost atins în timpul războiului civil din anii 1197–1208, după moartea lui Henric al VI-lea, purtat între susținătorii lui Filip de Suabia (ghibelini) și susținătorii lui Otto de Braunschweig din familia bavareză a Welfilor, ceea ce a dus la izbucnirea unei schisme imperiale, îngăduindu-i lui Papa Inocențiu al III-lea să arbitreze Occidentul. S-au manifestat tendințe de emancipare în diferite regiuni, în nordul Italiei, caracterizată de o intensificare a vieții urbane și de o prosperitate economică și comercială, orașele fiind total opuse intereselor imperiale și tutelei politice.
Papa Inocențiu al III-lea i-a susținut pe welfi la început, dar când Otto a devenit singurul monarh după moartea lui Filip în 1208 și care a dorit anexarea Siciliei, papa a trecut de partea lui Frederic al II-lea, acceptându-l ca rege romano-german. Deși a avut sprijinul fraudelor sale din Anglia, Otto a fost învins în 1214 de Frederic și aliatul francez, regele Filip al II-lea, în Bătălia de la Bouvines, lângă Lille.  

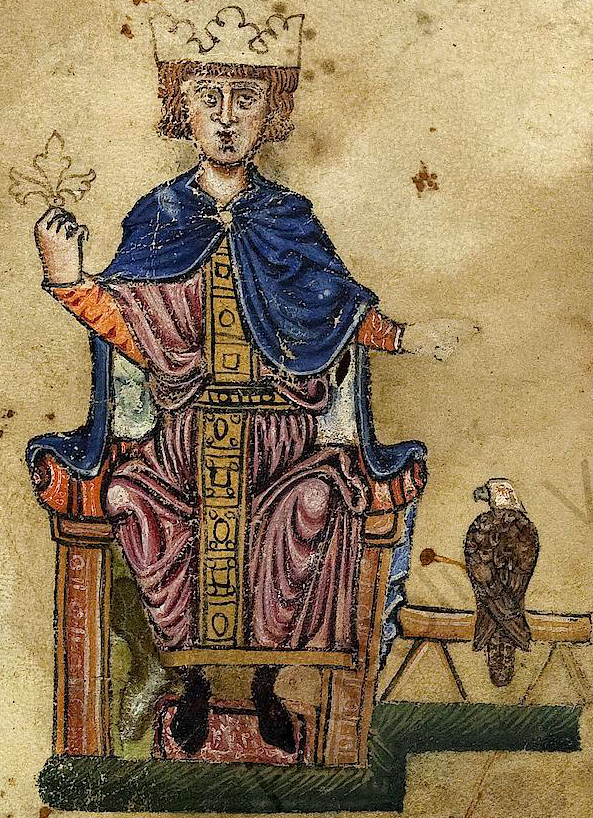
Frederic al II-lea

La moartea lui Otto în 1218, Frederic a preluat puterea și în 1220 a devenit împărat al Sfântului Imperiu Roman. Frederic al II-lea a reluat politica înaintașului său, încercând să facă din Italia de Sud baza teritorială a imperiului. Rege romano-german și apoi împărat la numai 26 de ani, el a fost una dintre figurile extraordinare și remarcabile ale istoriei. Fiul lui Henric al VI-lea și nepotul lui Frederic I Barbarossa, tânărul rege avea o viziune înaltă despre demnitatea imperială, posedând voința de a se articula în acțiuni concrete. Crescut de Inocențiu al III-lea, Frederic a reluat vechiul proiect al teocrației imperiale, conferindu-i o amprentă personală. Avea o inteligență superioară și o cultură vastă în ciuda unei copilării neglijate și a unei educații aleatorii. Vorbea italiana, araba, precum și greaca, latina și ebraica, dar nu cunoștea germana. A scris în limba latină un tratat despre șoimi și a compus poeme în italiană și provensală. Avea o mare curiozitate pentru operele filosofilor greci și arabi, pentru fenomenele naturale, științe, zoologie și anatomie. Frederic a fost tolerant cu evreii și musulmanii. Întreținea relații bune cu sultanul Egiptului, Al-Kamil, o altă persoană cultivată care prețuia filosofia, artă păgână și cea gotică. 

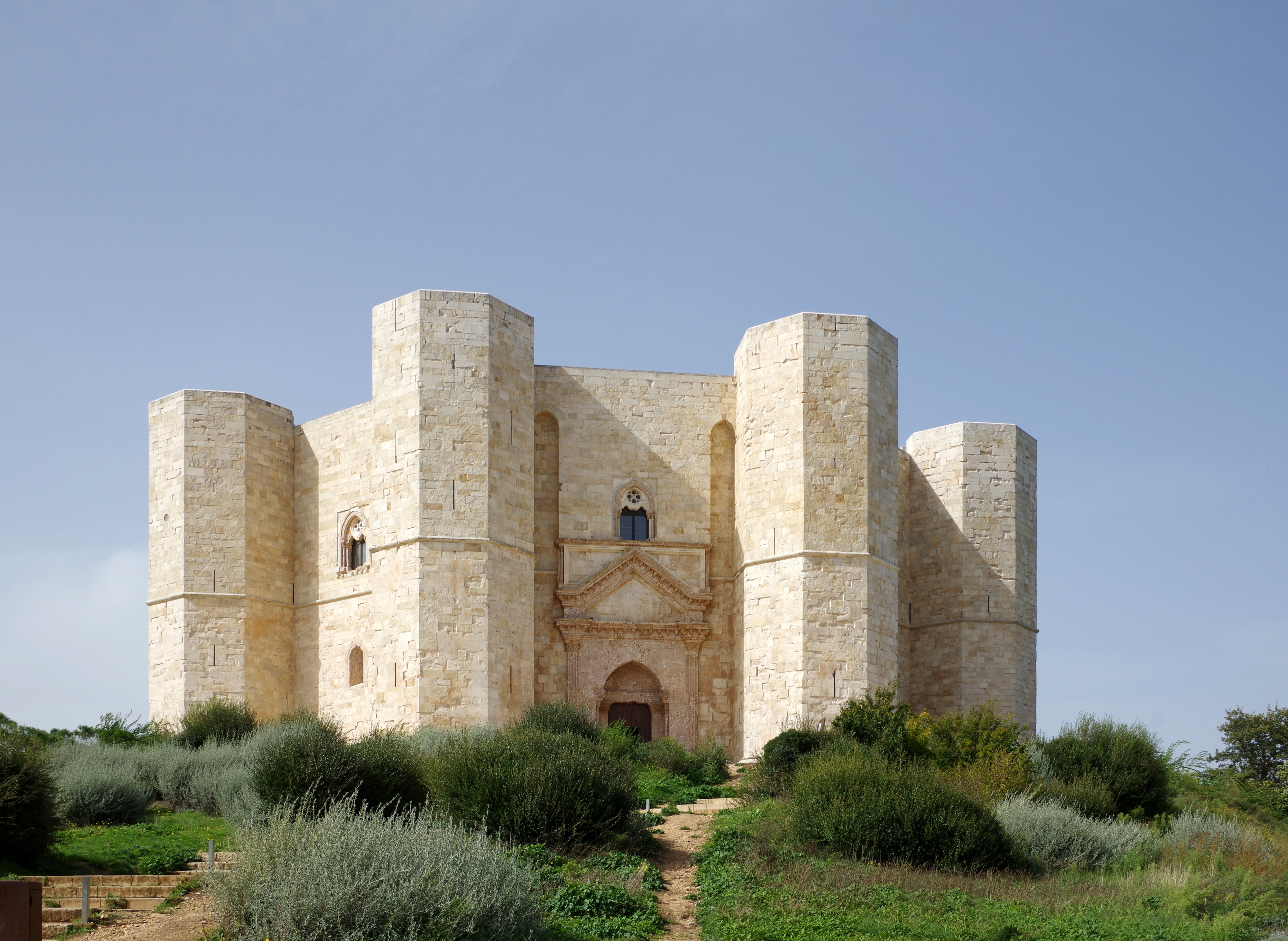
Castel del Monte

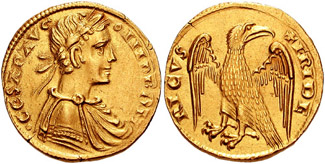
Monede de aur

Era indiferent față de problemele religioase, fiind produsul tipic al mediului cultural sud-italian și sicilian. A menținut Sicilia în cadrul imperiului, dar cu prețul sacrificării puterii regale în Sfântul Imperiu German, episcopul local văzându-și privilegiile augmentate, fiind eliberat de dreptul tradițional de a dispune de principatele ecleziastice. Măsurile sale și-au limitat efectele doar în regiunile mediteraneene, neglijând teritoriile germane. Sprijinit de juriști, loiali și buni cunoscători ai dreptului roman, Frederic al II-lea a trecut la unificarea legislativă a întregului regat, realizată prin mai multe etape: Assizele de la Capua din 1220 și Messina în 1221. Înstrăinările au fost anulate, proprietățile funciare ale seniorilor locali au fost confiscate, regele construind castele proprii, de unde trimișii săi le supravegheau. Ultimele puncte de rezistență musulmană din insula au fost zdrobite, iar în 1231 la Melfi, a fost promulgat codul de legi Liber Augustalis, care desăvârșea unificarea legislativă a fostului regat normand din Italia de Sud și Sicilia, eliminând cutumele locale. Inspirat din dreptul roman și din legislația anterioară a lui Roger al II-lea, sistemul era avansat în raport cu epoca sa, înlocuind „judecata lui Dumnezeu” cu proba anchetelor scrise. A fost clădit un aparat administrativ cu personal format la Universitatea din Napoli. Pe o perioada limitată funcționarii regali primeau o retribuție monetară, fiind revocabili și obligați să remită anual regelui un raport de gestiune. Trebuiau să justifice toate plângerile care i-ar fi incriminat. Împăratul era astfel mediatorul legii divine. 
Domeniul coroanei a fost reconstruit, a fost creat un impozit permanent, taxele pe circulația mărfurilor au fost crescute, monopolul regal s-a instituit asupra comerțului cu grâu, fier și produse de lux, încurajând dezvoltarea agricolă a Siciliei prin multiplicarea defrișărilor și a irigațiilor, introducând noi culturi, ca bumbacul, trestia-de-zahăr, indigoul și smochinul. Frederic a fost primul occidental care a încercat să repună în circulație monedele de aur locale că augustalii, în 1231. 
S-a putut construi astfel o monarhie centralizată. Dar Frederic a fost nevoit să ofere largi privilegii principilor germani. Promulgată în 1231, "Constitutio în favorem principum" avea scopul de a consacră libertăți extinse de rege, prin diminuarea libertăților urbane. Orașelor germane le era interzisă asocierea în privința câștigării autonomiei, precum și orice extindere a teritoriului dincolo de incinta fortificată. Orice șansă centralizată la nord de Alpi a fost compromisă, adâncind particularismele locale și încurajând tendințele de rebeliune. 
Frederic II, care a trăit în sudul Italiei, a înființat universitatea din Bologna pentru a forma funcționari de stat și a stăpânit în Germania prin acordarea prerogativelor regale, cedând autoritatea și proprietățile Bisericii și prinților. Acesta a dus la scindarea imperiului și la creșterea autonomiei prinților locali. În 1226, Frederic a cerut ordinelor germane să cucerească și să asimileze Prusia.  

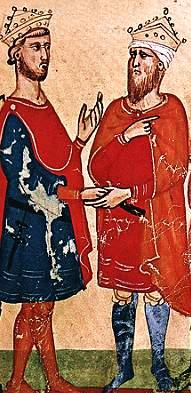
Al-Kamil Muhammad al-Malik și Frederic al II-lea

O reconciliere cu familia Welf a avut în 1235, când Otto Copilul, nepotul lui Henric Leul, a fost numit duce de Brunswick și Lunenburg. Lupta cu papii pentru putere a continuat și a dus la excomunicarea lui Frederic în 1227, anulată după ce a condus o cruciadă în Țara Sfântă în anii 1228–1229, obținând Ierusalimul așa cum jurase când devenise împărat.  
În 1228 a izbucnit un conflict între Frederic al II-lea și fiul său, Henric al VII-lea. Fiul său rebel a fost înfrânt și întemnițat, însă regiunea a fost frământată de crize. Îngrădirea libertăților urbane a afectat sever posibilitatea de dezvoltare a regiunii. Orașele maritime de la Marea Baltică și Marea Nordului se vor descurcă pe cont propriu, prosperând datorită comerțului de la mare distanță, dar în absența unei structuri statale puternice, ele vor sucombă în sec. XIV-XV, în competiție cu orașele din Anglia și Scandinavia. 
Strict controlate de principii locali, comunitățile urbane din sudul teritoriilor germane s-au dezvoltat precumpănitor financiar și bancar ca urmare a apropierii de principalul drum comercial european, care lega Flandra de orașele italiene nordice. Ecartul definitiv dintre Italia și Germania va răpi imperiului orice posibilitate de a mai constitui o unitate. Aflat într-un conflict permanent cu papalitatea, a fost excomunicat de papa Grigore al IX-lea în 1227. Excomunicarea a fost ridicată în urma cruciadei din Țară Sfânta. În 1239 conflictul s-a acutizat, iar Frederic al II-lea fiind excomunicat și destituit de două ori, în 1239 și în 1245. 
Pe 13 decembrie 1250 Frederic al II-lea a murit, deschizând o îndelungată criză de succesiune - Marele Interregn, care va adânci separația dintre Germania și Italia. Tronul a fost preluat de fiul său, Conrad al IV-lea, care a domnit puțin. Ajuns la putere, Conrad s-a confruntat cu o invazie a Siciliei de către Carol de Anjou, fratele regelui francez. Conradin a pierdut bătălia de la Tagiacozza din 1268 și a fost luat prizonier de Carol în timp ce încerca să fugă de pe câmpul de luptă, fiind apoi executat la Napoli. Astfel, a sfârșit dinastia Hohenstaufen. 
În 1272, după două decenii de confruntări și anarhie, coroana regală și titlul imperial vor reveni lui Rudolf de Habsburg. În Italia de Sud, dominația Hohenstaufenilor nu s-a mai menținut, exceptând Sicilia unde a guvernat un fiu nelegitim al lui Frederic al II-lea. Conflictul cu papalitatea a continuat până în 1263.

## Ascensiunea Habsburgilor

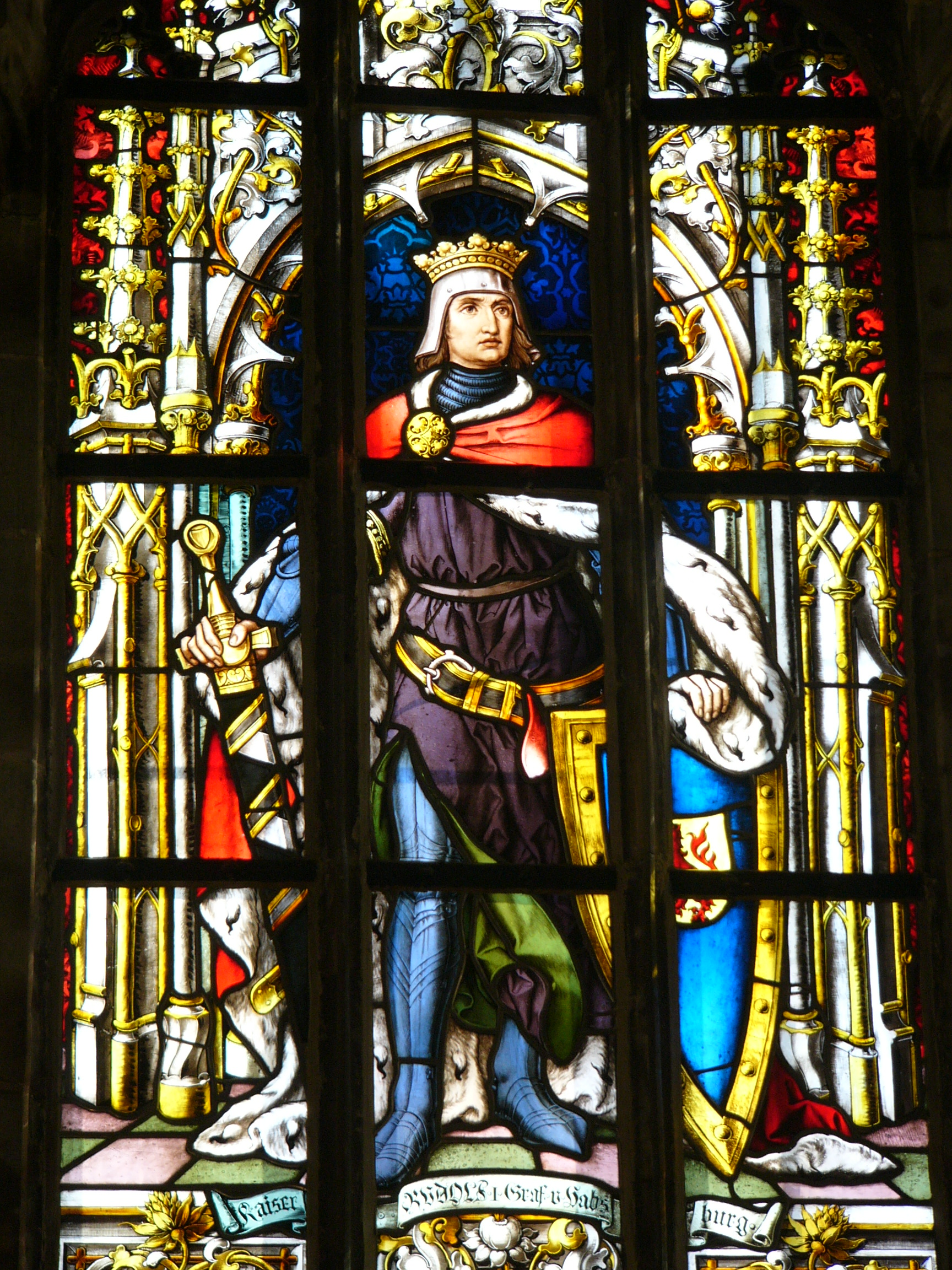
Rudolf I

După moartea lui Frederic al II-lea și dispariția dinastiei Hohenstaufen, a început o lungă vacanță dinastică: Interregnul. Distanța dintre Italia și Germania s-a mărit, fiind singurele teritorii așezate, de iure, sub coroana imperială, adâncind tendințele centrifuge din fiecare teritoriu. În Germania s-a definitivat teritoriul conceptului de Reich cu rezultatul unei și mai pronunțate fragmentări. Două forțe centrifuge s-au conturat, a căror acțiune continuă era elocventă pentru gradul de divizare politică al teritoriului de la nord de Alpi. Aristocrația principilor imperiului, Reichsfursten, moștenitori ai funcționarilor și vasalilor direcți ai împăratului, au profitat de depărtarea constanța dintre Frederic al II-lea și Germania, precum și de privilegiile largi acordate acestora, transformându-se în potentați teritoriali. Unii dintre principi erau prelați, că cei trei arhiepiscopi renani de Trier, Mainz și Köln, care se numărau printre cei mai puternici membri ai ordinului ecleziastic și al grupului marilor principi imperiali. Alții erau laici, ca ducii de Braunschweig și Bavaria, contele palatin al Rinului, margrafii de Brandenburg, Meissen și Baden sau landgrafii de Thuringia și Hessen. Cel mai prestigios era regele Boemiei, posesor al Styriei, Carinthiei, Carnioliei și Austriei. Orașele deveniseră și ele o forță colectivă, ce au profitat de decrepitudinea puterii imperiale, după 1250, pentru a se emancipa de constrângerile impuse de Frederic al II-lea. Diversitatea lor de statut era la fel de mare că aceea a principilor locali, o parte fiind orașe imperiale (Frankfurt, Nürnberg, Ulm, Aachen, Lübeck), dependente juridic și direct de împărat, o parte fiind orașe cu caracter episcopal, fiind orașe libere (Ratisbona, Strasburg, Mainz și Köln, iar o parte includea așezări urbane de la Marea Nordului și Marea Baltică, fiind cele mai dezvoltate economic și fiind organizate în „Hansa Germanică”. 
Principii și orașele tindeau să se disloce teritorial de Germania, mai ales cele din frontierele occidentale ale imperiului, unde principii vechii Lotharingii și cei ai Burgundiei, Savoiei și Proventei nu se mai simțeau legați de împărat prin vreo tradiție a obedienței. 

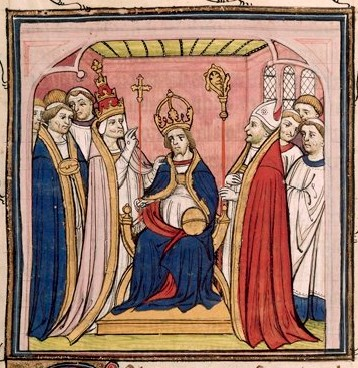
Henric al VII-lea

În 1257 un descendent al lui Filip de Suabia, regele spaniol Alfonso al X-lea de Castilia, a fost ales rege romano-german. Acesta nu a putut obține recunoașterea, la fel ca și rivalul sau englez la tron, contele Richard de Cornwall. În vidul de putere creat, clerul local și principii au putut să își extindă influența. Un grup de principi (în germană Kurfursten), s-a ridicat treptat și a cerut privilegiul de a alege regele. După moartea lui Richard de Cornwall, la 1 octombrie 1273 a fost ales rege romano-german Rudolf de Habsburg, Marele Interregn fiind întrerupt temporar. 
Deși provenea dintr-o familie respectată și bogată, nu era de viță nobilă. Prinții au crezut că îl vor putea manipula, însă acesta a făcut ordine, a luptat cu nedreptățile din regat, eliminându-i pe baronii bandiți. A creat o bază teritorială care să-i susțină familia. 
Personalitate obscură și de aceea preferat de principii electori, Rudolf și-a consolidat treptat guvernarea. În 1278 a repurtat o istorică victorie în Bătălia de pe Marchfeld împotriva regelui Boemiei, Ottokar al II-lea, care fusese candidat la tronul imperial. Rudolf a preluat în posesiune teritorială și ducatele de Austria, Stiria, Carintia și Carniola, care ajunseseră sub stăpânirea rivalului său prin forță, înfeudându-i pe fiii săi cu Austria și de Stiria, teritorii care au fuseseră anexate de Boemia după dispariția dinastiei Babenberg. Dintr-un conte neînsemnat, care deținea teritorii în jurul orașului Zürich, a devenit unul dintre cei mai importanți principi, punând bazele teritoriale ale puterii familiei de Habsburg în Europa. La moartea lui Rudolf I în 1291, în imperiul care își regăsise stabilitatea și autoritatea imperială dobândise un conținut dens, grație măsurilor de pacificare, conflictele au reînceput la fel de violent ca și înainte, datorită competiției pentru ocuparea tronului imperial și a instabilității guvernării. Tendințele centrifuge domolite pentru scurt timp în perioada domniei lui Rudolf au reînceput și cu mai multă intensitate. După moartea lui Rudolf și scurta domnie a lui Adolf de Nassau până în 1298, fiul lui Rudolf a preluat tronul lui Albert I. 
Ales rege romano-german la 27 noiembrie 1308, Henric al VII-lea de Luxemburg a eșuat în unificarea imperiului, prin refacerea legăturii dintre teritoriile germane și Italia. Papalitatea, având pe atunci sediul la Avignon, considera că o intervenție germană în peninsula italică contravenea intereselor proprii. Țelul refacerii unității imperiului era profund contrar și țelurilor regelui angevin al Neapolelui și Siciliei. Italia era prea divizată, iar particularismele sale erau prea numeroase și contradictorii. Împăratul și suveranul pontif aveau de partea lor grupurile numeroase ale Ghibelinilor și Guelfilor. 
În ianuarie 1311 împăratul a sosit în Italia și în drumul sau spre Roma, a fost întâmpinat cu războaie în care se implicau diverse facțiuni rivale. Henric al VII-lea nu înainta ca un pacificator așa cum speră, ci în mijlocul unui cortegiu de conflicte, alimentate de prezența să, fiind amenințat de Robert de Anjou sprijinit de papalitate. A eșuat lamentabil. 

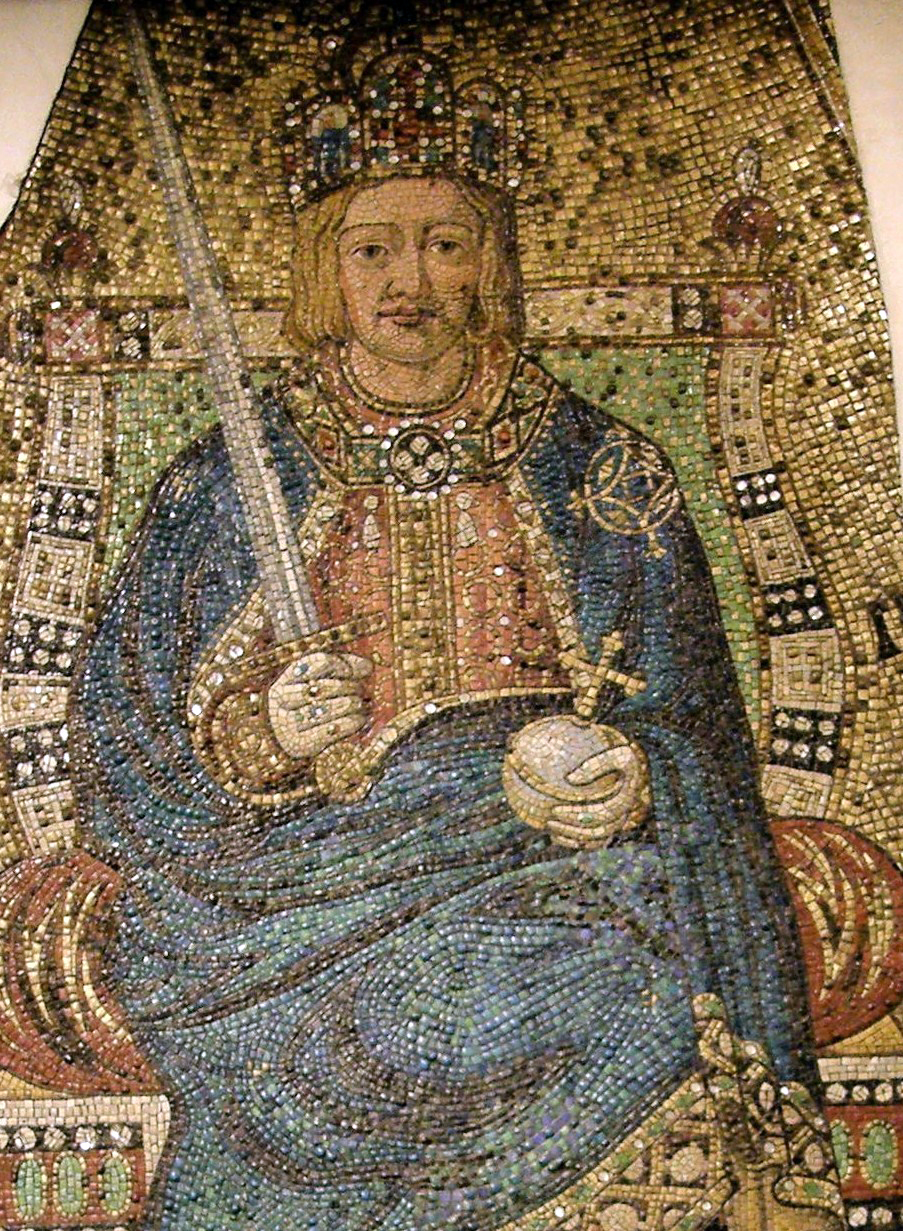
Ludovic al IV-lea

Succesorul său, Ludovic al IV-lea de Bavaria din familia Wittelsbach, a făcut o ultima încercare de reînsuflețire a universalității și de deposedare a papalității de prerogativele sale de supremație, implicându-se în războaiele din Italia. Ludovic, chemat de Ghibelini, a făcut o incursiune în peninsulă în 1327. A fost excomunicat de papa Ioan al XXII-lea, dar a primit și sprijinul revoltei conduse de Sciarra Colonna împotriva regelui Neapolelui (aprilie 1327) care controla Roma. Devenit conducător de facto al Romei, a sosit la Milano pentru a-l invita pe Ludovic la Roma să primească coroana imperială. Sisot, în 1328 în Roma, Ludovic de Bavaria a primit titlurile de senator și gonfalornier după ce a promis în fața marii adunări a reprezentanților urbei, convocată pe Capitoliu, că va apăra și ajuta la impunerea onoarei poporului roman. Pe 17 ianuarie 1328 a fost încoronat de Sciarra Colonna. L-a depus pe papa Ioan al XXII-lea pentru erezie. A încercat să se folosească de teritoriile politice elaborate de Marsiglio de Padova și de William Ockam pe plan religios, pentru a se elibera de sub tutela simbolică a papalității. A sprijinit și opoziția franciscanilor spirituali, ridicați împotriva papei în numele sărăciei evanghelice. Dar nouă restaurare imperială, realizată de o largă coaliție antipontificală: Ghibelinii italieni, nobilimea romană, franciscanii și Marsiglio de Padova, nu a durat prea mult timp. Contestat de papalitate și de regalitatea angevină a Neapolelui, actul din 1327 a căzut în desuetudine, după ce Ludovic a părăsit Roma pentru a se întoarce în teritoriul german, așteptat de probleme grave. Regalitatea a devenit profund germană, noțiunea de „roman” devenind mai mult simbolică. 
Pentru că Ludovic era preocupat de extinderea sferei sale de influență, principii l-au ales în 1346 pe Carol al IV-lea, nepotul lui Henric al VII-lea și fiul lui Ioan de Boemia din Casa de Luxemburg, ca împărat rival. A primit coroana Lombardiei în 1355.  

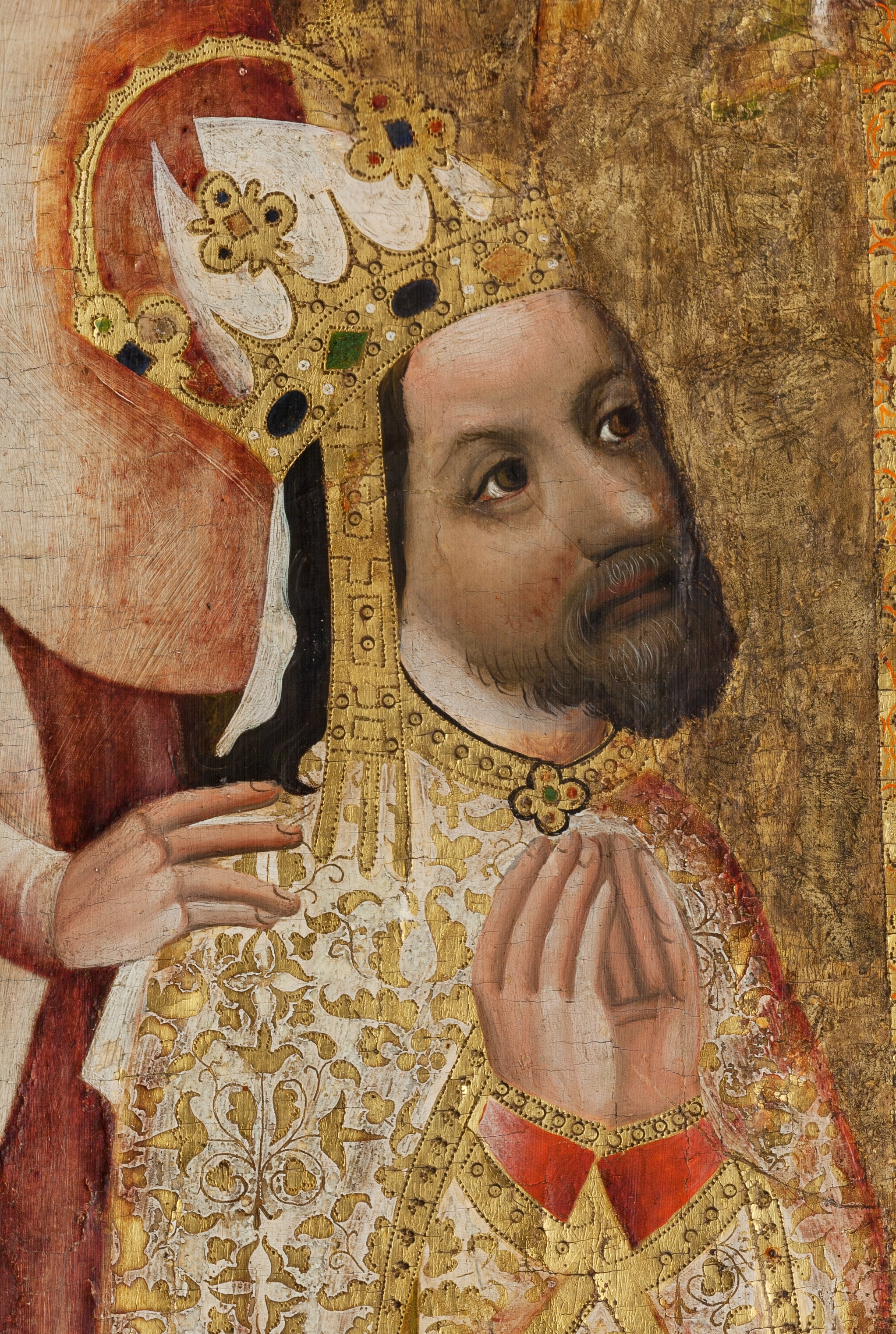
Carol al IV-lea

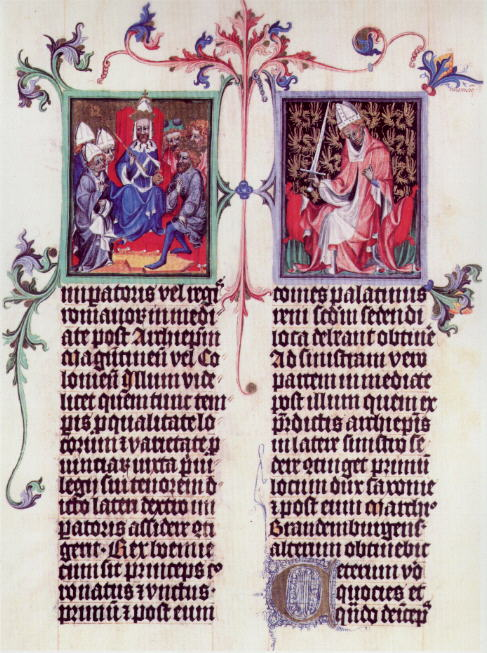
Bula de Aur

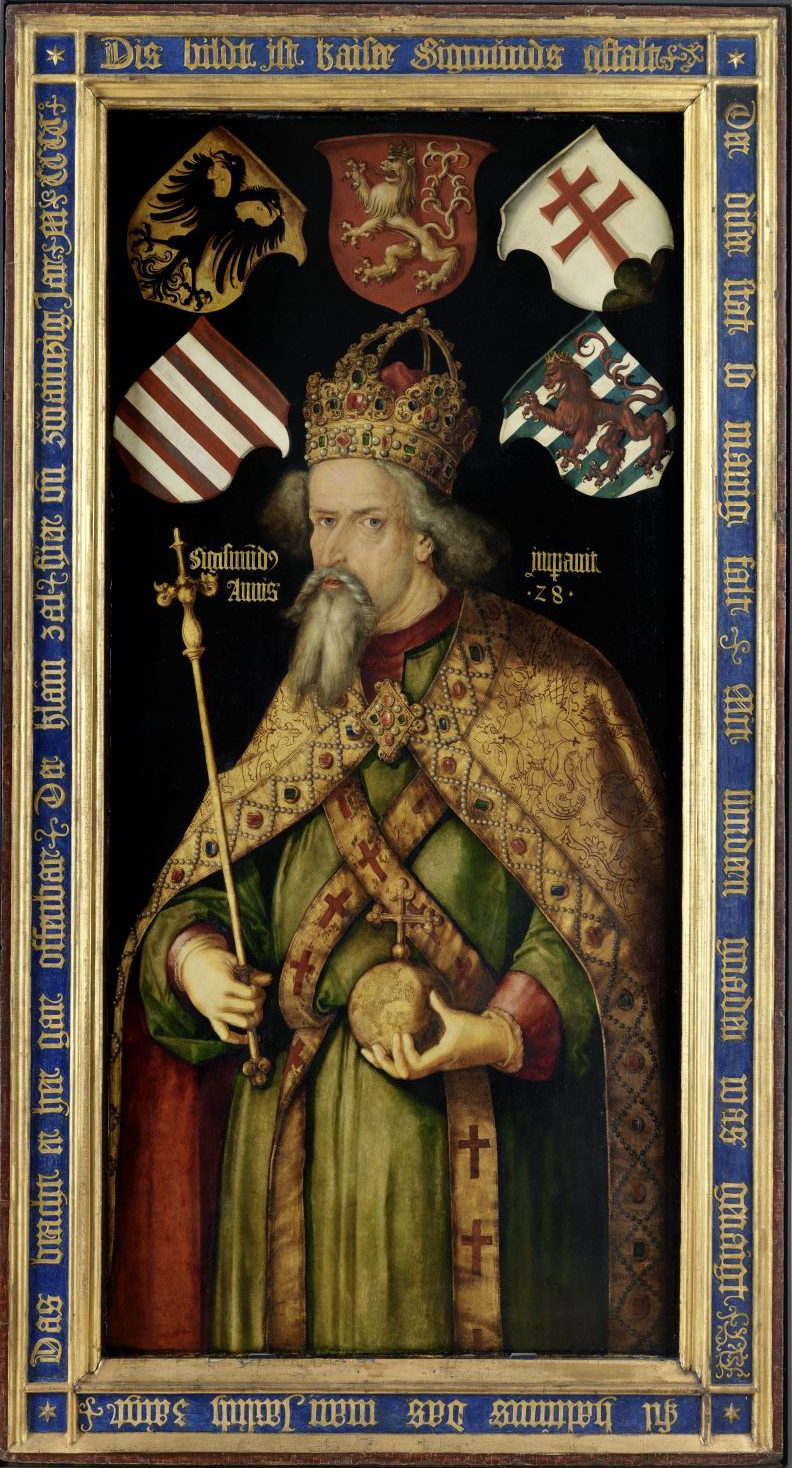
Sigismund

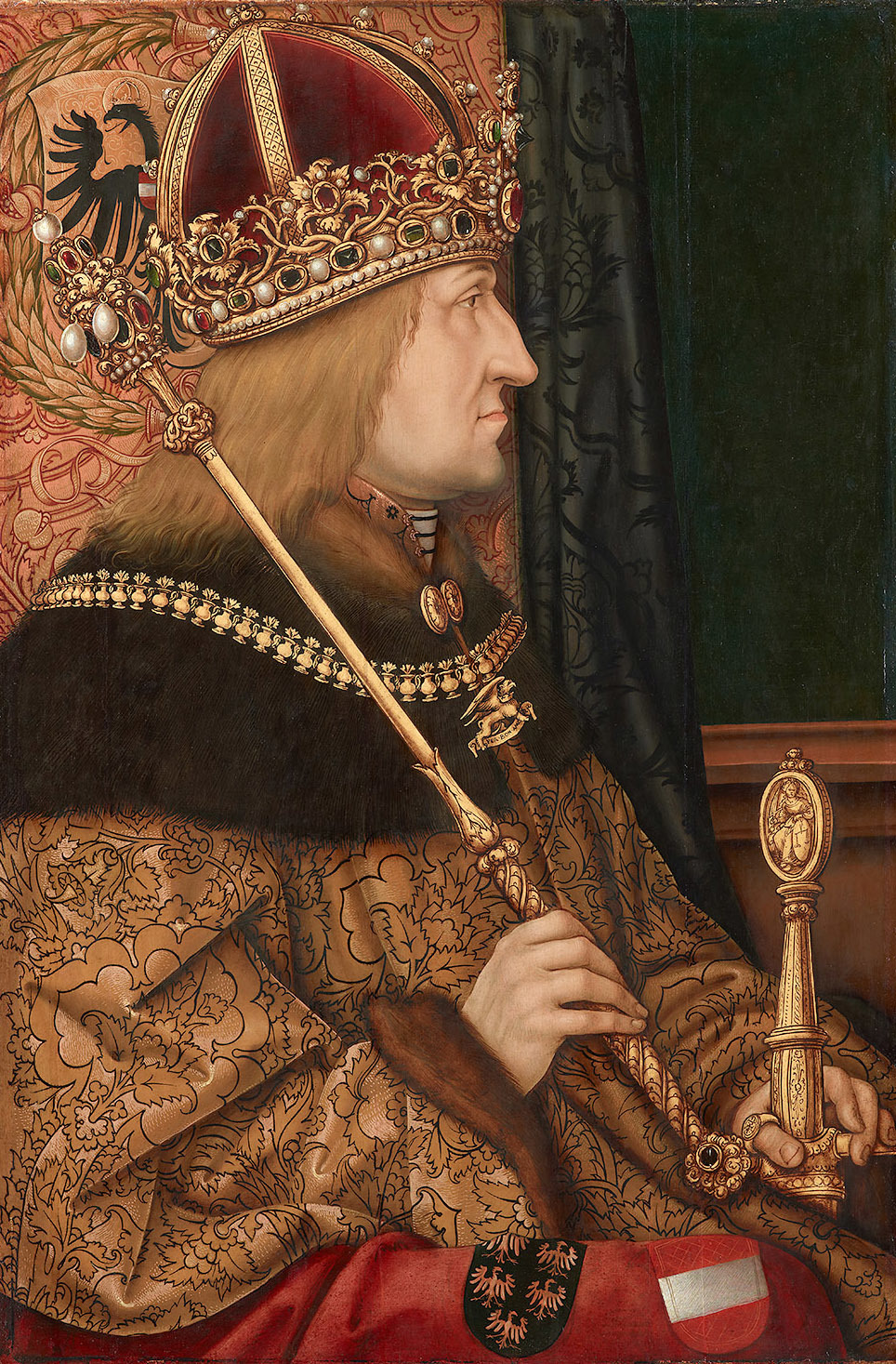
Frederic al III-lea

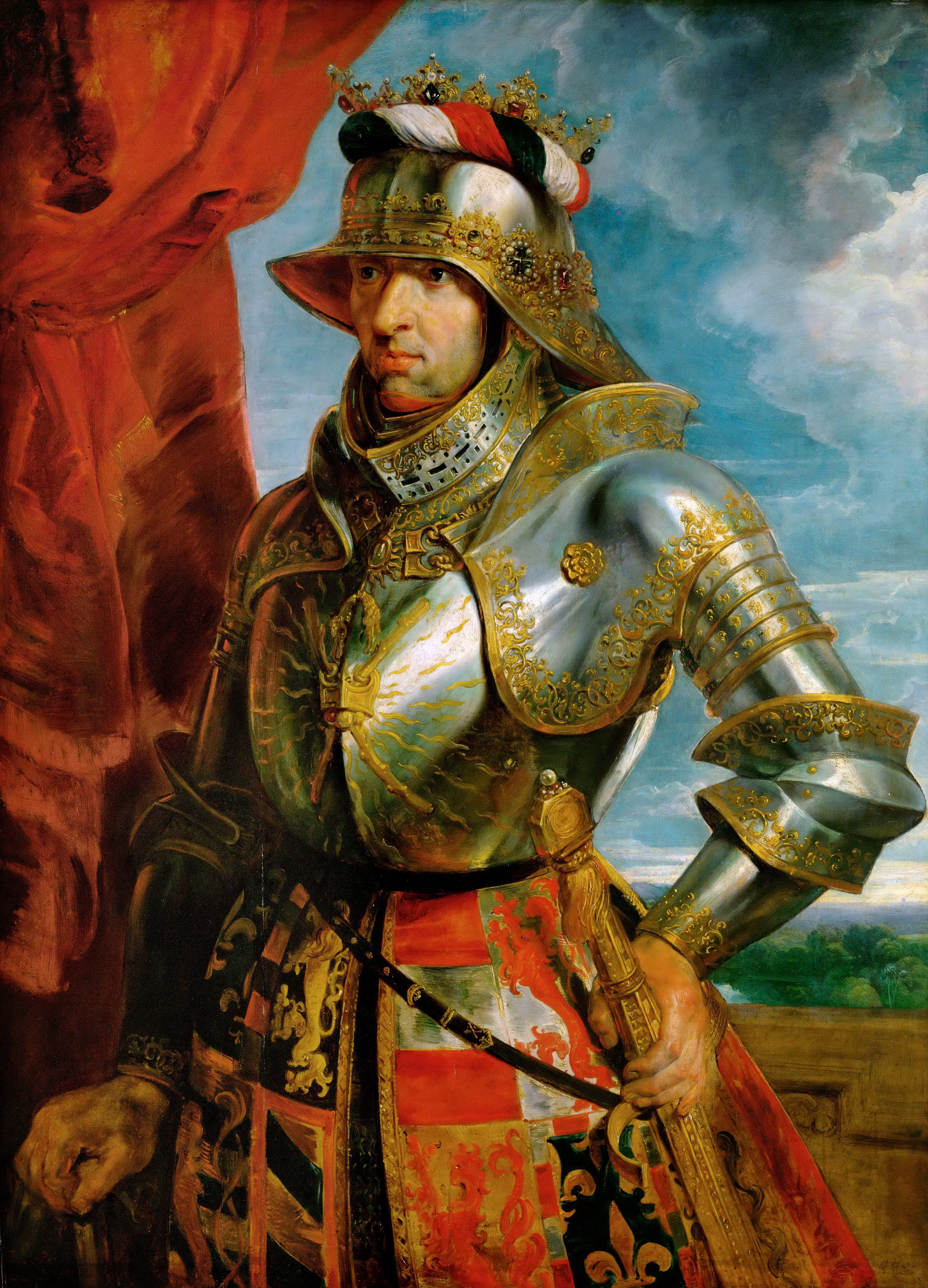
Maximilian

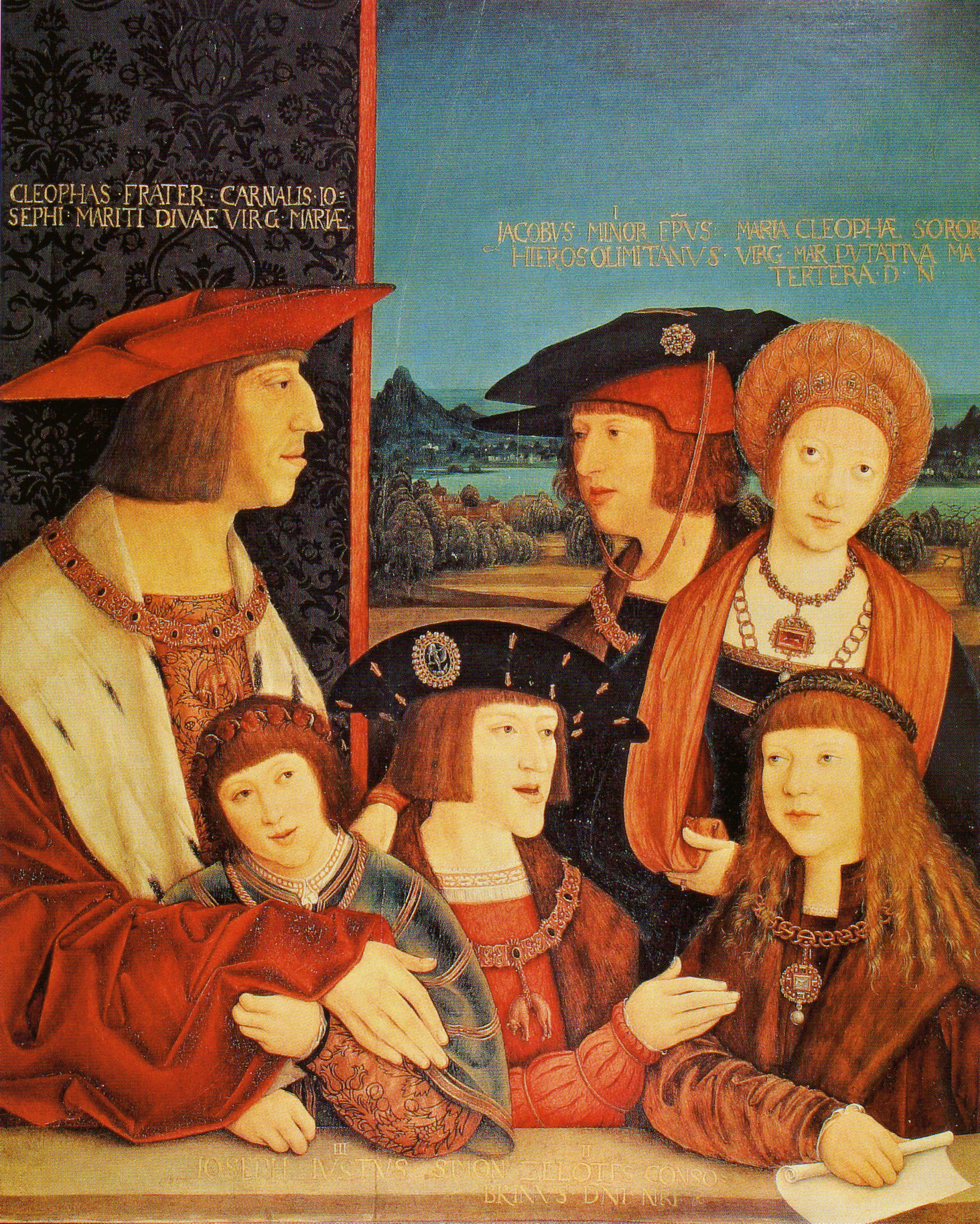
Maximilian și familia sa

La moartea lui Ludovic al IV-lea în 1347, Carol a devenit unicul domnitor. La 25 decembrie 1356 Carol al IV-lea de Luxemburg a promulgat Bula de Aur, care fixă regulile alegerii imperiale și regale, iar papa nu mai avea nici un rol. Documentul fixă șapte electori la număr (arhiepiscopii de Mainz, Trier, Köln, regele Boemiei, contele palatin al Rinului, ducele Saxoniei și margraful de Brandenburg, stabilind care ramură a fiecărei familii era îndreptățită să voteze. Carol a favorizat intrarea în colegiul elector a grupărilor care l-au sprijinit, decis că drepturile electorale laice erau indivizibile și transmisibile potrivit principiului primogeniturii. Întrunirea electorilor avea loc la Frankfurt. Încoronarea subsecventă se desfășura la Aachen. Statutul electorilor era subliniat simbolic printr-o serie de privilegii care îi situau deasupra celorlalți principi: li se confereau drepturi regale asupra sării și a minelor, asupra evreilor și monedelor, deciziile adoptate în curțile lor de justiție erau definitive, rolul Curții regale ca ultima instanța de apel neexercitându-se decât în cazuri excepționale.
În perioadele de interregn, imperiul era guvernat de contele palatin al Rinului și de ducele Saxoniei, prevedere care consfințea sustragerea demnității imperiale de sub orice control pontifical, rupând o îndelungată tradiție. Egali în drepturi și suverani în posesiunile stăpânite, principii electori constituiau un senat imperial ce contribuia la consolidarea statului. Ei erau singurii investiți cu autoritate decizională și reușeau să formeze un corp de funcționari fideli, în fruntea unui serviciu de administrare generală. Puterea lor era contrabalansată de Reichstag-Dieta Imperială, adunare a Stărilor (Stande), a principilor laici și ecleziastici, al cărei consimțământ era indispensabil oricărei acțiuni colective, și de colegiul separat al orașelor, creditat cu dreptul de a se pronunță asupra chestiunilor financiare. Restrâns teritorial la spațiul german și sprijinit de cele trei structuri politico-administrative, imperiul era angajat în drumul spre centralizare. Dar instituțiile erau prea fracționate de disensiuni interne și impregnate de spirit particularist pentru a activă în comun, accentuând tendințele centrifuge din Germania, grăbind procesul de estompare și dezagregarea să teritorială. Nici schisma bisericii și nici rolul lui Sigismund de Luxemburg în inițierea și desfășurarea Conciliului de la Konstanz din 1414–1418 nu a fost capabil să redea lustrul pierdut și aparență unei consistente marcate. Carol și-a înfrumusețat capitala Praga și a înființat prima universitate germană în 1348. Wenceles, fiul lui Carol, a fost înlăturat de la putere de către electori din cauza lipsei de interes pentru dezvoltarea imperiului. Fratele lui Vencelau, Sigismund, rege romano-german din 1410, a fost implicat în multe conflicte. A reușit să pună capăt Marii Schisme a papalității prin intervenția sa din Conciliul de la Konstanz din 1414–1418, nu a putut să îi învingă pe otomani în Ungaria, teritoriu pe care îl obținuse prin căsătorie.  
Războaiele cu husiții din Boemia, unde devenise rege după fratele său, Venceslau în 1419, i-au distras atenția de la problemele interne ale imperiului. După moartea lui Sigismund din 1437, ginerele său, ducele Austriei, Albert al II-lea de Habsburg, i-a moștenit posesiunile teritoriale. A murit timpuriu în 1439, ca și fiul său Ladislau al V-lea în 1457, iar Habsburgii au pierdut Regatul Boemiei și Regatul Ungariei. Vărul său, Albert, împăratul Frederic al III-lea, a reușit să se impună cu mare greutate în imperiu și în teritoriile austriece ereditare ale familiei.  
„Maladia mortală” imperială s-a manifestat de-a lungul secolului al XV-lea. Pe plan religios, principii locali au preluat dreptul de intervenție în problemele bisericii, pe care împăratul nu mai era capabil să-l exercite. La conciliul de la Konstanz, împăratul a negociat cu papa un concordat, care conferea monarhului autoritatea de a superviza alegerile canonice din Germania. Pe fondul dezlănțuirii intereselor particulare și manifestării nepotismului, practicilor simoniace și traficului de influență, s-a stârnit un scandal, ce încuraja violență reformatoare a predicatorilor populari și răspândirea curentelor eretice. Neputință împăratului de a lua măsuri a lăsat mâna liberă principilor de a acționa după bună lor cuviință pe propriile teritorii pentru reformarea clerului și instituției ecleziastice. 
Mișcarea de colonizare în teritoriile slave a fost abandonată, abandonându-și conaționalii în față contraofensivei polono-lituaniene de după 1386. Înfrângerile Cavalerilor Teutoni de la Grunwald-Tanneberg în 1410 și Marienburg în 1422, încheiate cu umilitoarea pace de la Torun în 1466, au dovedit izolarea dramatică. Pasivitatea imperiului a dus la pierderea unei mari părți a cuceririlor întreprinse în secolele anterioare, încurajând instabilitatea frontierei estice. Între 1419–1434 s-a desfășurat rebeliunea husită. Sigismund de Luxemburg i-a lăsat pe principi să preia singuri misiunea de a coaliza forțele. În final, Sfântul Imperiu Roman s-a dezmembrat. 
Pe fondul unor războaie neîncetate, teritoriul s-a împărțit în 350 de unități distincte-Landschaften, conduse de principi suverani. Doar câteva au contat că forță și influență. Fiecare principe și-a creat propriul consiliu-Hafrat, înzestrat cu juriști specializați în drept roman, a înființat o capitală, a adoptat decizii prin intermediul ordonanțelor de interes general, a creat o justiție și o armata, întreținute cu ajutorul unui sistem fiscal de drept public. Că și autoritate imperială, autoritatea principilor era temperată de Landtag-Dieta teritorială. Mărcile orientale, recent colonizate, au devenit statele cele mai puternice. În 1441, Brandenburg a fost atribuit de Sigismund de Luxemburg lui Frederic de Hohenzollern, burgraf al Nürnbergului, că recompensă pentru sprijinul acordat la înscăunare. Câștigarea dreptului electoral, în 1417, a făcut din noul principe și urmașii săi unii dintre cei mai importanți personalități din imperiu, iar extinderea teritorială și ocuparea Berlinului în 1442 au conferit vechii mărci dimensiunile și forța care o vor situa într-o poziție dominantă. A două structura teritorială a fost electoratul de Saxonia-Wittenberg, atribui, în 1423, de împărat puternicei familii nobiliare de Wettin, ce stăpânea Meissen și Thuringia. 
Spre sfârșitul secolului al XIV-lea, patrimoniul Habsburgilor s-a divizat, iar Boemia și Ungaria, ieșite în 1457 de sub stăpânirea familiei de Luxemburg, s-a întors împotriva dinastiei a cărei reședință, Viena, a fost cucerită de Matias Corvin în 1485. Situația a fost redresată de Maximilian I. Intrând în posesia Țărilor de Jos, grație căsătoriei cu fiica lui Carol Temerarul, ducele Burgundiei, s-a încoronat în 1486, ca rege al romanilor și a recucerit Viena în 1490, primind Tirolul. La moartea tatălui său, Maximilian era în fruntea unui imens domeniu ce se întindea de la Triest la Amsterdam. A dobândit înfloritoarele Țări de Jos prin căsătoria cu Maria de Burgundia în 1477. A respins atacurile francezilor asupra teritoriilor. În imperiu, unde a preluat coroana tatălui său în 1493, reformele lui au eșuat inițiat, dar apoi s-au bucurat de succes grație alianțelor matrimoniale, pe care le-a pregătit cu grijă. Casa de Austria a redevenit imperială și a devenit una dintre cele mai mari puteri ale Europei. Asupra imperiului nu mai există nicio autoritate nominală, iar micile comunități rurale au dat naștere confederației helvete și formarea Țărilor de Jos de către principatele germane și politica de centralizare și unificare a casei princiare de Burgundia. 
Prin căsătoria fiului său Filip cel Frumos cu moștenitoarea Regatului Spaniol și dubla căsătorie a nepoților săi Ferdinand și Maria cu moștenitorii tronului Ungariei și Boemiei s-au pus bazele ascensiunii Habsburgilor, care vor atinge apogeul prin imperiul lui Carol Quintul, devenit împărat în 1519 după moartea bunicului său Maximilian I. 
Fragmentat la maximum, pradă disensiunilor interne, Sfântul Imperiu Roman a devenit în ipostaza sa germană un teren ideal pentru experimentul reformator al lui Martin Luther.

## Austria și Habsburgii
Numele dinastiei este dat de castelul Habsburg din Suabia. Castelul a fost ridicat în secolul al-X-lea de un senior suab, Gortrand cel Bogat. Un urmaș al contelui pe nume Werner și-a luat numele de conte de Habsburg transmițându-l urmașului său. În 1271 Rudolf de Habsburg devine împărat romano-german și intră în conflict cu regele Boemiei. Rudolf iese victorios și ia în stăpânire Austria și Tirolul. Urmașii săi vor alipi alte teritorii, ca în 1526 când Ferdinand I cucerește Boemia. Mai mult de 400 de ani vor fi Habsburgii Împărații Sfântului Imperiu Roman - până la desființarea lui în 1806.

Acvila bicefală - simbol al imperiului

În 1804 Austria devine Imperiu (după anexarea teritoriilor de la stânga Rinului sub Napoleon I Bonaparte), iar împăratul german Francisc al II-lea este în același timp și împărat austriac numit Francisc I (Viena rămâne până la desființarea Imperiului romano-german în 1806 capitala Sfântului Imperiu, o capitală dublă). Congresul de la Viena din 1815 (după a doua exilare a lui Napoleon I) a restaurat granițele Sfântului Imperiu, fără a restaura Imperiul romano-german însuși. Germania (numită Confederația Germană) a devenit o confederație de state independente conduse parlamentar de către Imperiul Austriac (Graf von Metternich), cu parlamentul în Frankfurt am Main. In 1866, în urma războiului austro - prusac, Austria este nevoită să se desprindă din Confederația Germană. În 1871, în urma războiului franco - prusac, Napoleon al III-lea abdică, iar Germania devine din nou imperiu sub conducere prusacă, fără Austria. Berlin devine capitala noului imperiu. Împreună cu teritoriile ocupate care nu au aparținut Confederației Germane se formează din nou Imperiul Austriac Imperiul Austro-Ungar. Deja în secolul al XVIII-lea Austria anexase, în urma războaielor cu turcii (Imperiul Otoman), noi teritorii balcanice (Iliria, Dalmația, Banatul de Timișoara etc.). Vecinul ei, Imperiul Musulman Otoman, este supranumit "Bolnavul Europei". Deși nu are o concurență serioasă în Balcani în afară de tânăra Rusie care se erijează în apărătoare a ortodoxiei în Est-Europa, Austria duce o politică continuă de lupte pentru acapararea de noi teritorii. În cursul războiului de șapte ani Prusia obligă pe Habsburgii austrieci la cedarea bogatei regiuni Silezia. În anii 1789-1797 s-a luptat cu Franța. Acolo o revoluție a maselor populare sprijinită de burghezie a răsturnat monarhia burbonă instaurând o republică efemeră și măcinată de lupte interne. Austria, Spania, Prusia și Anglia, puterile dominante ale Europei, se proclamă apărătoare ale Bourbonilor, dar vor suferi numai neajunsuri datorită unui general francez tânăr și capabil: Bonaparte. După Primul război mondial, Austria și Ungaria (Imperiul austro-ungar) pierd teritoriile ocupate. Tratatele de la Saint-Germain și Versailles interzic atât Austriei, cât și Germaniei o unificare politică.

## Regiunile Imperiului romano-german între anii 1684 - 1806
Sfântul Imperiu Roman se compunea, din 1684 până în 1806, din zece regiuni teritoriale:
- Austria
- Bavaria
- Suabia
- Franconia
- Renania Inferioară (sau de Jos)
- Renania Superioară (sau de Sus)
- Saxonia Inferioară (sau de Jos)
- Saxonia Superioară (sau de Sus)
- Westfalia
- Burgundia